# 서울역

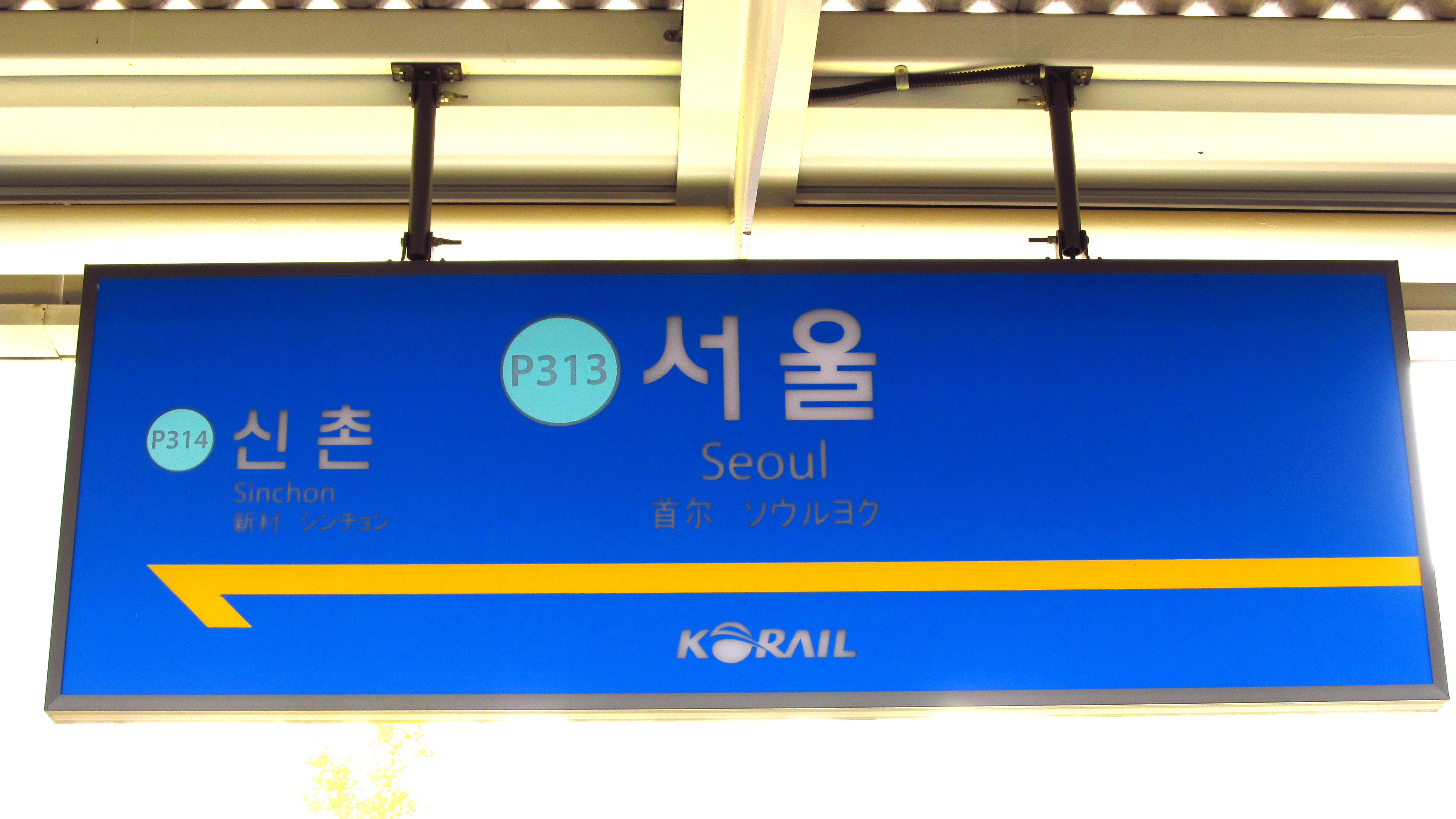
경의중앙선 역명판

서울역(京尔驛,Seoul Station)은 대한민국 서울특별시 용산구와 중구에 걸쳐있는 철도역이다. 경부선과 경의선의 기점이며 경부고속철도와 경부선 계통의 열차가 출발하는 중추역 기능을 하고있다. 동광장방면으로 수도권전철 1호선, 수도권전철 4호선, 수도권전철 경의중앙선, 수도권광역급행철도에이노선이, 서광장지하로는 인천국제공항철도가 통과하고있다. 수도권 전철 1호선은 이 역부터 청량리역까지 지하구간이자, 서울교통공사관할구간이다.
현재 사용중인 역사는 2003년 12월에 KTX 영업을 대비하여 개장한 민자역사로, 한화역사에서 관리하고있다. 현재의 민자역사이전에 사용하던 1925년에 건설된 역사건물은 문화역서울284라는 이름으로 보존되여있다. 구민자역사에는 2004년부터 롯데마트 제타플렉스서울역점이 입주해서 현재도 영업중이다.

## 개요
서울특별시의 중추역으로 경부고속선, 경전선, 동해선KTX 및 경부선, 경전선 ITX-마음·ITX-새마을·무궁화호 대다수와 수도권전철경의중앙선 4량전동열
차는 이 역에서 시종착한다. 2004년4월1일이전까지 호남선, 전라선, 장항선 열차도 취급하였으나 현재 용산역으로 이원화되였다.
수서고속철도(이하 SRT)가 개통된 2016년 12월 9일부터 한국철도공사와 수서고속철도주식회사 등 두업체간의 경쟁때문에 서울역에도 호남선계열KTX가 정차하기 시작했다.
서울-천안 급행 전동열차가 시종착하는 관계로, 천안급행승강장과 연결통로가 설치되여있다. 수도권전철경의선, 인천국제공항철도와 연결된 환승통로가 없었으나 2009년7월22일부터 환승연계로 회수가 1회 차감되는 방식으로 1회용교통카드, 정기승차권을 제외하고는 환승할인이 적용되였다. 2011년 8월16일 수도권전철1호선, 수도권전철4호선, 인천국제공항철도를 연결하는 환승통로가 착공되여 2015년3월28일에 개통되였고, 개찰구외부를 통한 환승할인은 차단되였다. 다만, 고저차가 있고 서편에서 동편으로 횡단해야 하므로 공항철도와 1호선, 4호선, GTX-A의 환승거리는 꽤 길며, 공항의 수화물처리용컨베이어처럼 환승통로에도 캐리어용컨베이어가 설치되여있다. 수도권전철경의중앙선은 여전히 별도의 환승통로가 존재하지 않고, 선후불교통카드사용자에 한하여 환승할인이 가능하다.

## 역사
1899년 9월 18일 개통한 경인선은 서울과 인천을 연결하는 노선이었으나, 개통 당시에는 한강 바로 앞의 노량진에서 끊겨 사실상 서울을 연결해 주지 못하였다. 1900년 7월 5일 한강철교가 개통하고 사흘 뒤 경인선이 경성역까지 완전히 이어짐으로써 한성부에 드디어 철도가 들어오게 되었는데, 서울역은 이 때 10평 크기의 목조 바라크 건물을 염천교 아래 논 가운데에 가설하여 문을 열었다. 당시 용산역이 더 규모가 컸으므로 보조적인 역할을 수행하였다. 1905년에 경부선이 개통하는 등 교통이 개선되었으나, 그 규모는 작았다.
경성부의 인구가 증가함에 따라 경성의 관문이 될 중심역을 만들 필요성이 대두되었는데, 경부선·경원선·용산선이 만나는 용산역은 군사적 목적으로 건설된데다, 도심에서 떨어져 있어 신 역사 건설에는 부적합하였다. 따라서 도심과 가까운 기존 남대문정거장을 경성역으로 개량하기로 하여 1922년 역사 건설이 시작되었다. 이후 1923년 1월 1일 경성역으로 역명을 바꾸고 본격적인 경성부의 관문 역할을 수행하기 시작하였다. 도쿄역에 이은 동양 제2의 규모로 지어진 역사는 1925년 완공되었고, 이후 만주 방면의 국제 열차를 취급하는 등 한반도의 철도 교통에서 중추적인 역할을 담당하게 되었다.

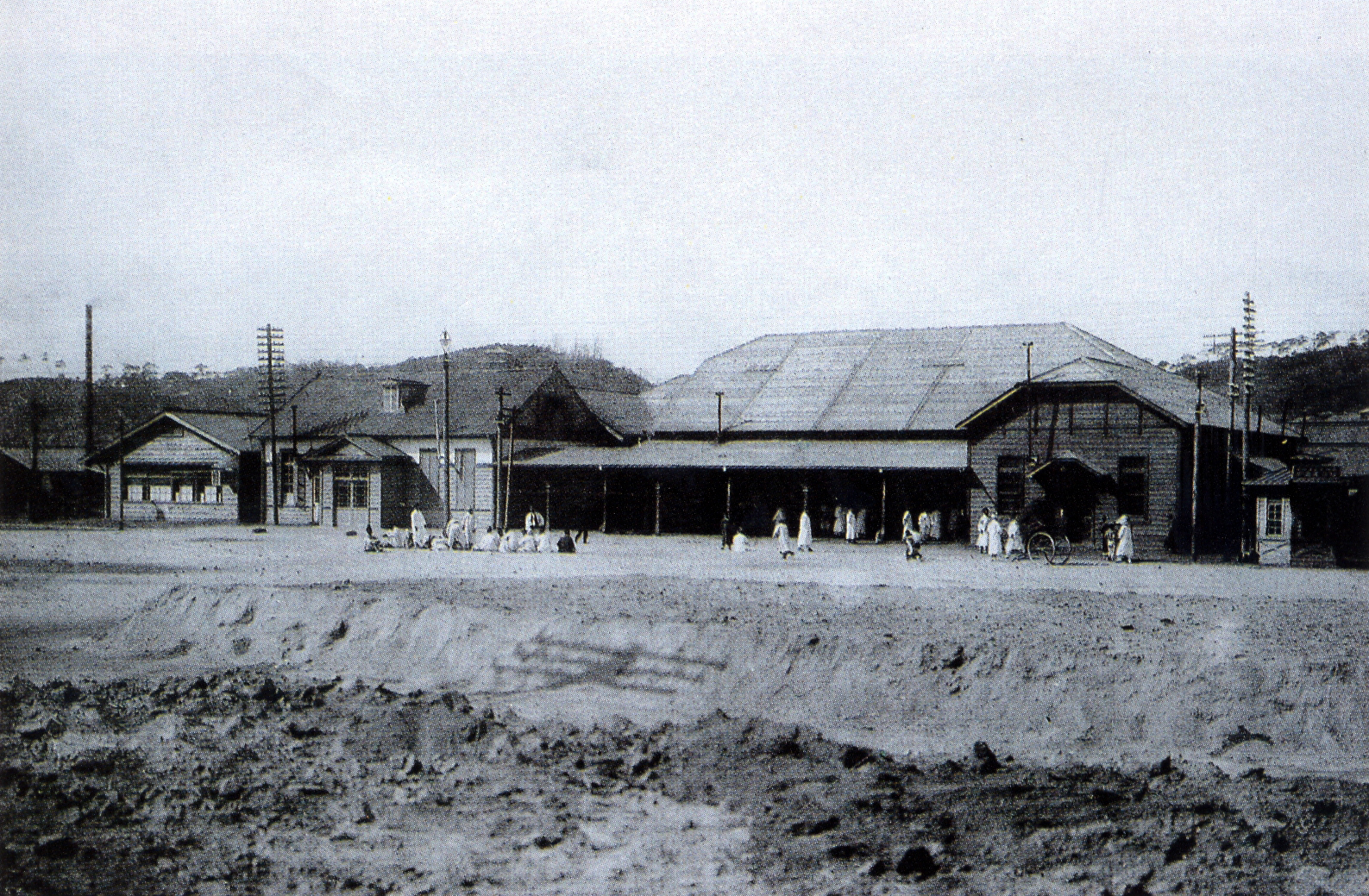
간이 역사
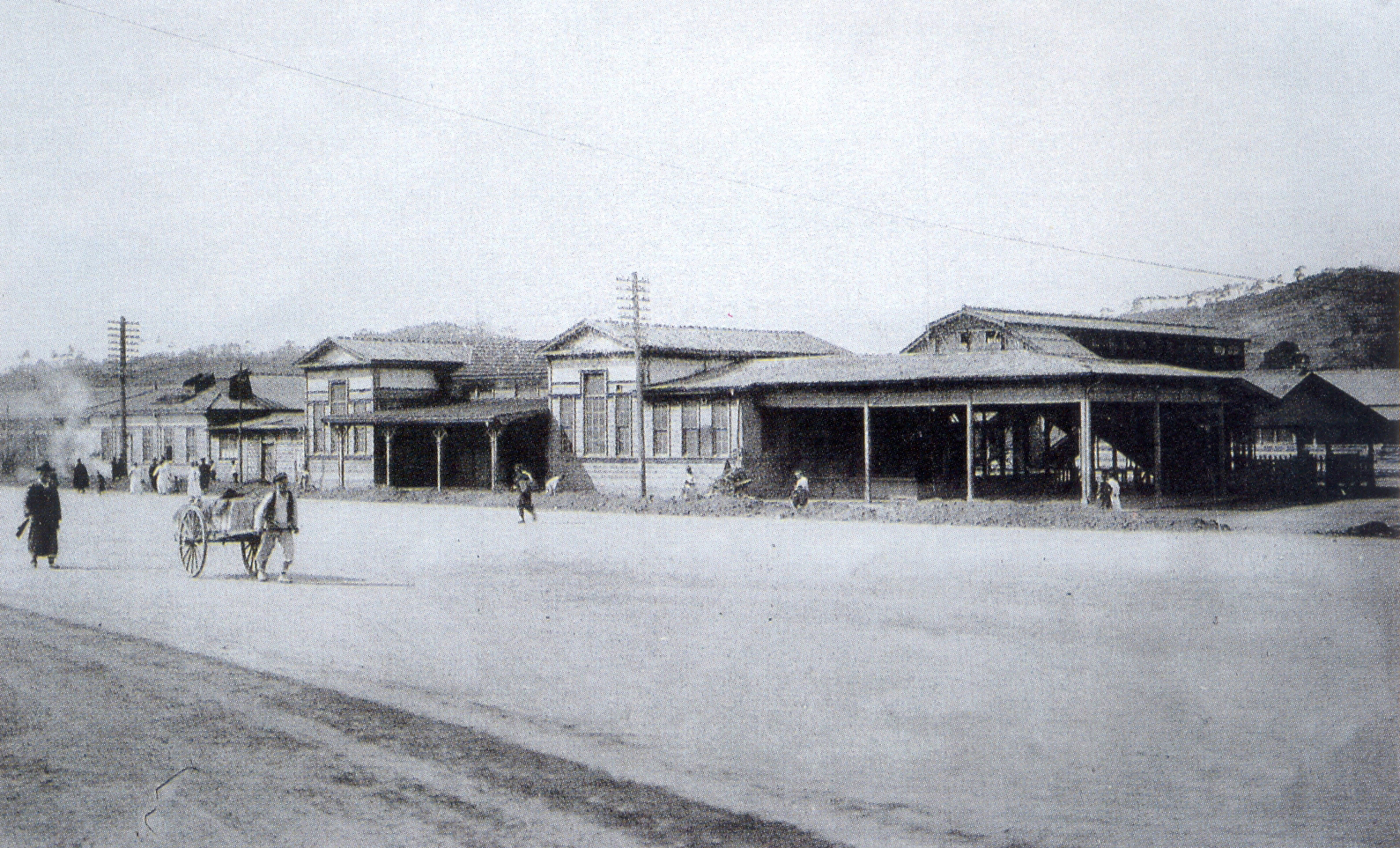
간이 역사
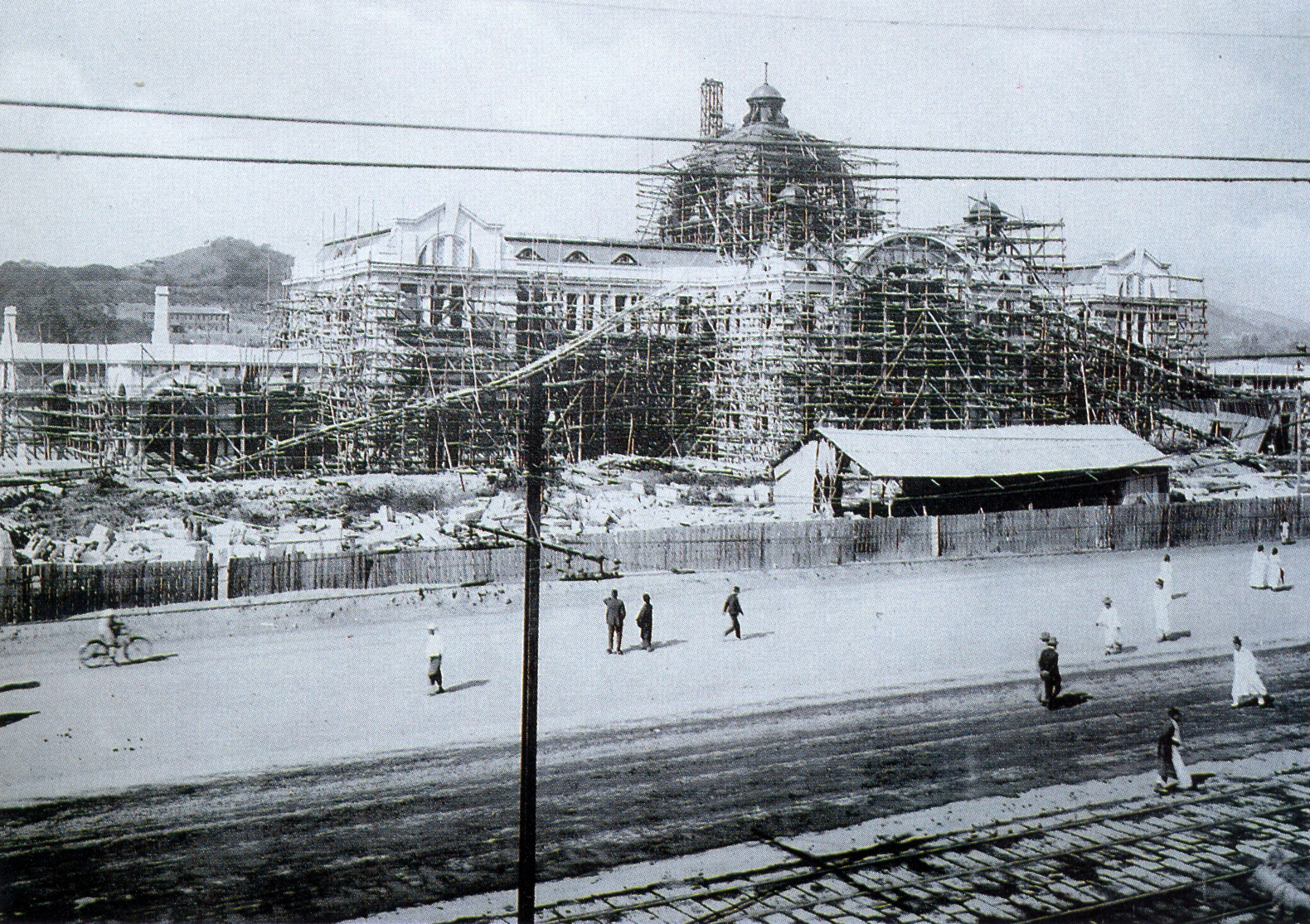
경성역 공사 현장
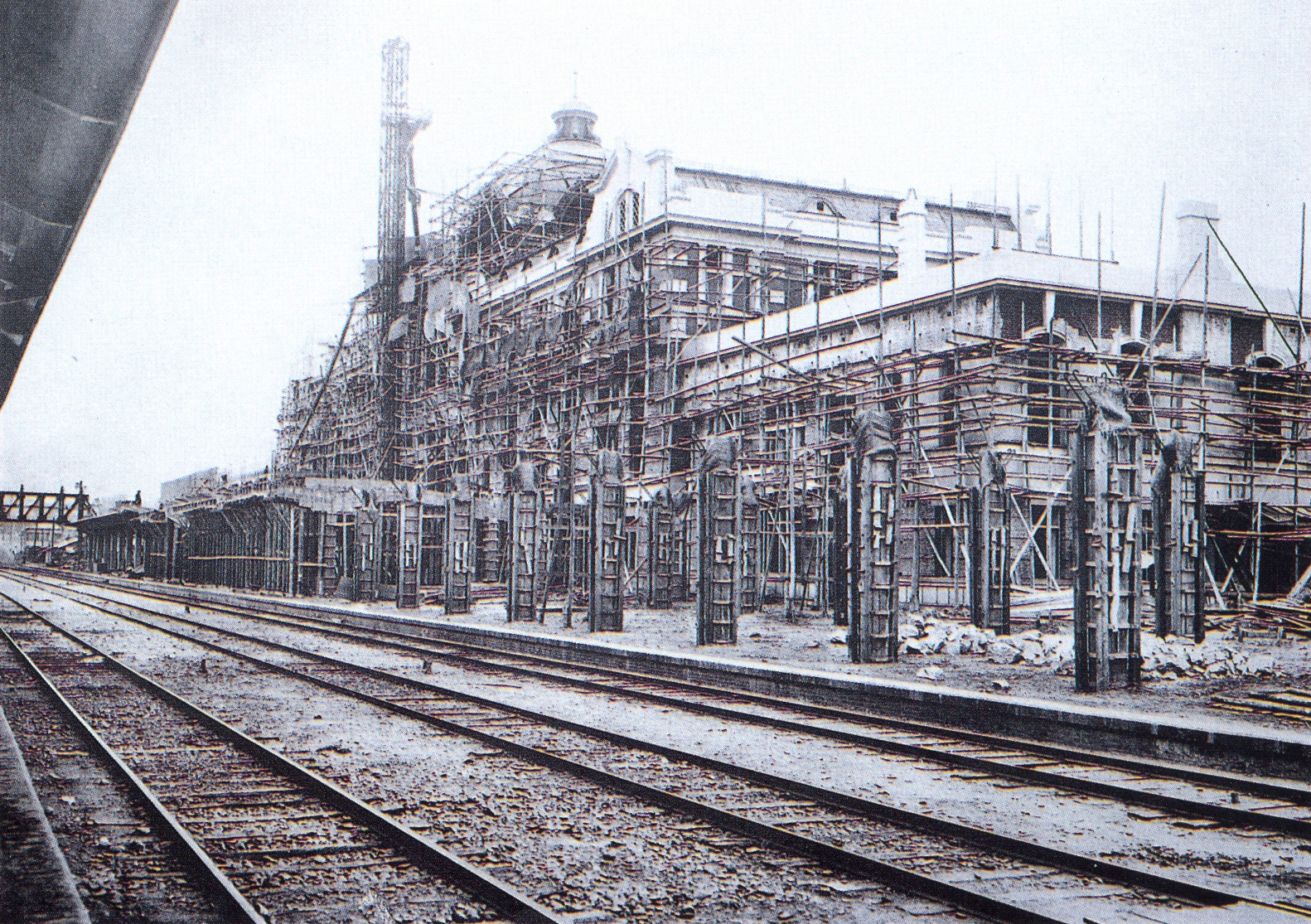
경성역 공사 현장

1945년 광복 이후 경성역은 1947년에 현재의 역명인 서울역으로 개명하였고, 한국 전쟁을 거치며 대한민국의 최대 역으로 발돋움하였다. 1957년에는 서울역 서편에 경의선만 취급하는 서부역사를 신설하여 지역 주민들의 열차 이용을 도왔다. 1960년대 ~ 1970년대 경제 성장기를 거치면서 여객 규모가 커져 기존 역사로는 감당하기 힘든 수송량을 보이게 되어, 서울 올림픽에 발맞춰 1988년에 서울역사와 서부역사를 연결하는 선상역사(한화그룹 계열 민자역사)를 준공하였다. 이 민자역사는 개장일 기준으로 한국 최초의 민자역사이다.
KTX 운행이 가까워 오자 다시 신규 민자역사(한화그룹 계열)를 착공, 2003년에 현재의 역사를 새로 건설하여 2004년 4월 1일에 KTX를 취급하게 되었다. 기존 민자역사는 폐쇄되어 2004년 6월 3일부터 롯데마트 제타플렉스 서울역점으로 운영 중이다.
과거에는 경부선·호남선·전라선·장항선 등 모든 장거리 열차가 운행되었으나, 2004년 4월 1일 KTX가 개통된 이후 선로 용량 문제로 모든 열차를 서울역에서 처리가 어렵게 되어 호남·전라·장항선 열차는 용산역으로 여객 업무 취급을 이관하였다. 2009년 7월 1일에는 수도권 전철 경의선이 개통하고, 2010년 12월 29일에는 인천국제공항철도 2단계 구간(김포공항 - 서울역)이 개통, 2024년 12월 28일 수도권 광역급행철도 A노선이 개통됨에 따라 이 역은 5개의 전철 운행 계통이 다니는 역이 되었다.

### 연혁
일반 철도
- 1900년 7월 8일: 경인선 노량진~경성 간 개통과 함께 남대문역(南大門驛)으로 영업 개시[7][8]
- 1921년 7월 11일: 경의선 남대문~수색 간 개통[9]
- 1923년 1월 1일: 경성역(京城驛)으로 역명 변경[10]
- 1925년 9월 30일: 구 역사 준공 (현 ● 수도권 전철 경의·중앙선 역사)
- 1947년 11월 1일: 서울역으로 역명 변경
- 1957년 12월 30일: 서부역사 준공
- 1960년 1월 26일: 서울역 압사 사고
- 1988년 9월 12일: 선상역사 (민자역사) 준공
- 1993년 5월 1일: 유료휴게실 운영 개시[11]
- 1995년 7월 1일: 유료휴게실 폐지[12]
- 2001년 6월 1일: 장항선 통일호에 한해 특정통일호 에드몬슨 승차권 발매 중단. 장항선 통일호에 한해 전산 발매.
- 2003년 11월 28일: 신 민자역사 준공.
- 2003년 12월 9일: 신 민자역사 영업 시작, 구 민자역사 폐쇄
- 2004년 1월 1일: 소재지 이전[13]
- 2004년 4월 1일: KTX 운행 개시 및 통일호 폐지.
- 2006년 5월 1일: 소화물 취급 중지
- 2008년 12월 15일: 장항선 (천안 ~ 신창) 구간 복선 전철화 개통으로 2009년 6월 1일부터 (서울 ~ 신창) 누리로 운행 개시
- 2009년 7월 1일: 수도권 전철 경의선(현 수도권 전철 경의·중앙선) 개통으로 통근열차 운행 종료 (서울 ~ 도라산 구간에서 문산 ~ 도라산 구간으로 단축)
- 2013년 4월 12일: 중부내륙순환열차 운행 개시
- 2014년 5월 4일: 평화열차 운행 개시
- 2014년 5월 12일: 경부선 ITX-새마을 운행 개시
- 2014년 6월 1일: 경전선 ITX-새마을 운행 개시
- 2014년 10월 1일: 남도해양열차 운행 개시
- 2016년 12월 9일: 서울~신창간 누리로 운행 중지 및 호남선, 전라선 KTX 운행 개시
- 2017년 2월 28일: 서울~신창간 누리로 운행 재개
- 2017년 12월 22일: 강릉선 KTX 운행 개시
- 2018년 7월 1일: 충북선 누리로 운행 재개
- 2019년 4월 1일: 평화열차 경원선 운행 중지
- 2019년 10월 2일: 평화열차 경의선 운행 중지[14]
- 2019년 12월 30일: 서울~신창간 누리로 다시 운행 중지와 함께 급행열차 서울~신창 구간을 청량리~신창 구간으로 변경
- 2020년 1월 13일: 누리로 재운행 개시(서울~신창)승차홈은 1,2번타는 곳(구 서울역 신창급행)
- 2020년 2월 3일: 중부내륙순환열차 운행 중지
- 2020년 3월 2일: 충북선 누리로 광주선(서울 ~ 광주), 호남선 운행 중지
- 2020년 5월 23일: 누리로 운행중지(서울~신창)
- 2023년 9월 1일: ITX-마음 운행 개시
- 2023년 12월 29일: 중앙선, 강릉선 KTX-이음 복합열차 운행 개시[15]

도시 철도 및 광역 철도
- 1974년 8월 15일: 서울역앞역으로 영업 개시 (출구 9개), 서울 지하철 1호선 개통 (서울역~청량리)
- 1983년 9월 13일: 서울 지하철 4호선 역명을 서울역(앞)역으로 결정[16]
- 1985년 1월 24일: 서울역으로 역명 변경
- 1985년 10월 18일: 서울 지하철 4호선 한성대입구 ~ 사당 구간 개통과 함께 환승역이 됨, 출구 5개소를 추가 (출구 14개)[17]
- 2003년: 1번 출구 폐쇄 (서울역 광장 환승 센터 건설로 인한 이설 작업)
- 2004년: 1번 출구 이설 완료, 서울역과의 환승 통로 개통
- 2009년 7월 1일: 수도권 전철 경의선 (서울 ~ 문산) 구간 개통
- 2009년 7월 25일: 서울역 버스 환승센터 개장과 동시에 9-1번 출구 신설 (출구 15개)
- 2010년 12월 29일: 인천국제공항철도 (서울 ~ 김포공항) 구간 개통, 서울역 도심공항터미널 영업 개시
- 2011년 8월 16일: 인천국제공항철도, 수도권 전철 1호선, 수도권 전철 4호선 환승 통로 착공
- 2015년 3월 28일: 인천국제공항철도, 수도권 전철 1호선, 수도권 전철 4호선 환승 통로, 공항철도 서울역 15번 출구 개통 (출구 16개)
- 2017년 11월 28일: 수도권 전철 경의·중앙선 승강장 이전 (문화역서울284) 구 역사 이전 및 영업 개시

수도권 광역급행철도 A노선
- 2024년 12월 28일: 서울역 - 운정중앙 구간 개통

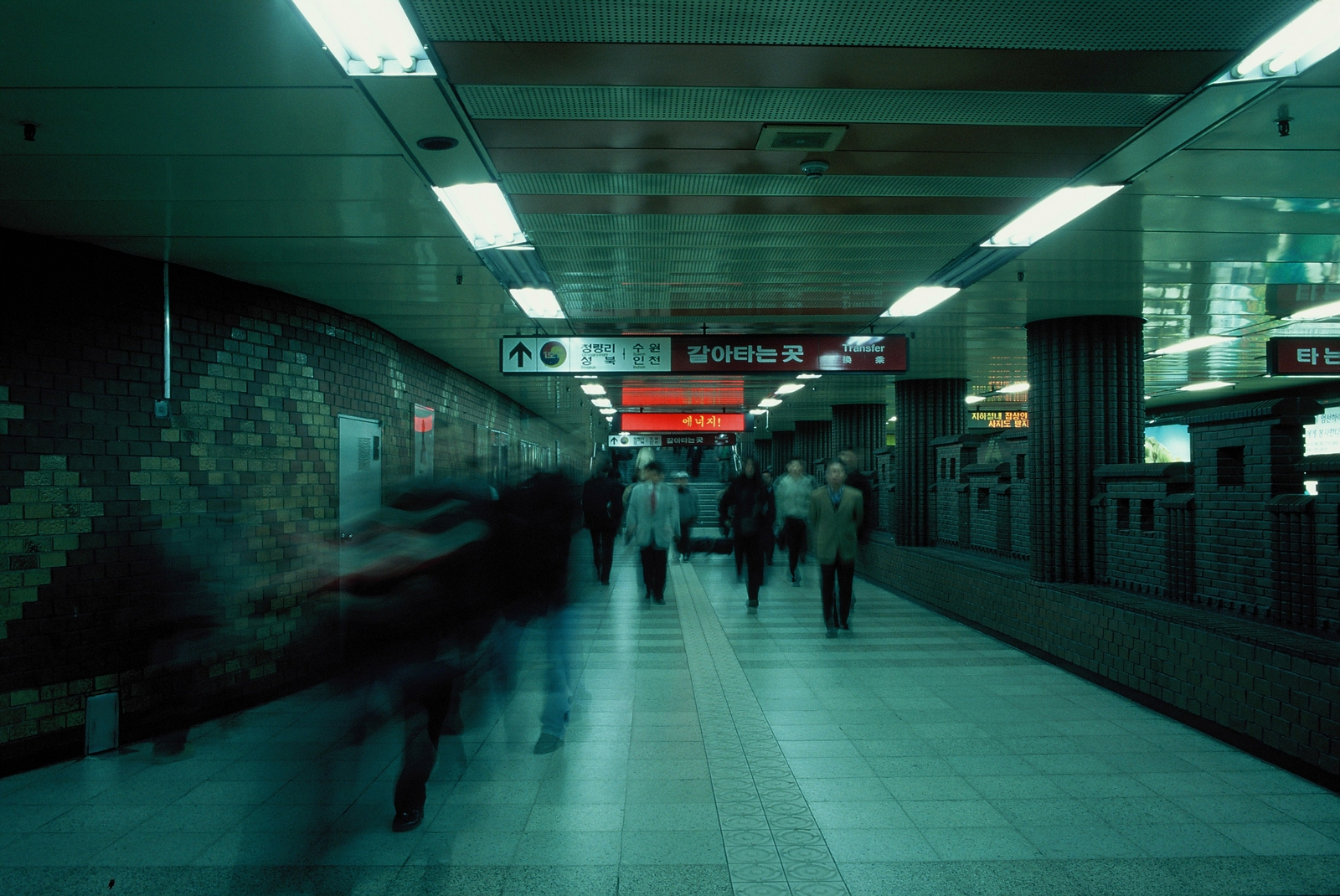
1호선 방면 환승통로 (1999년)
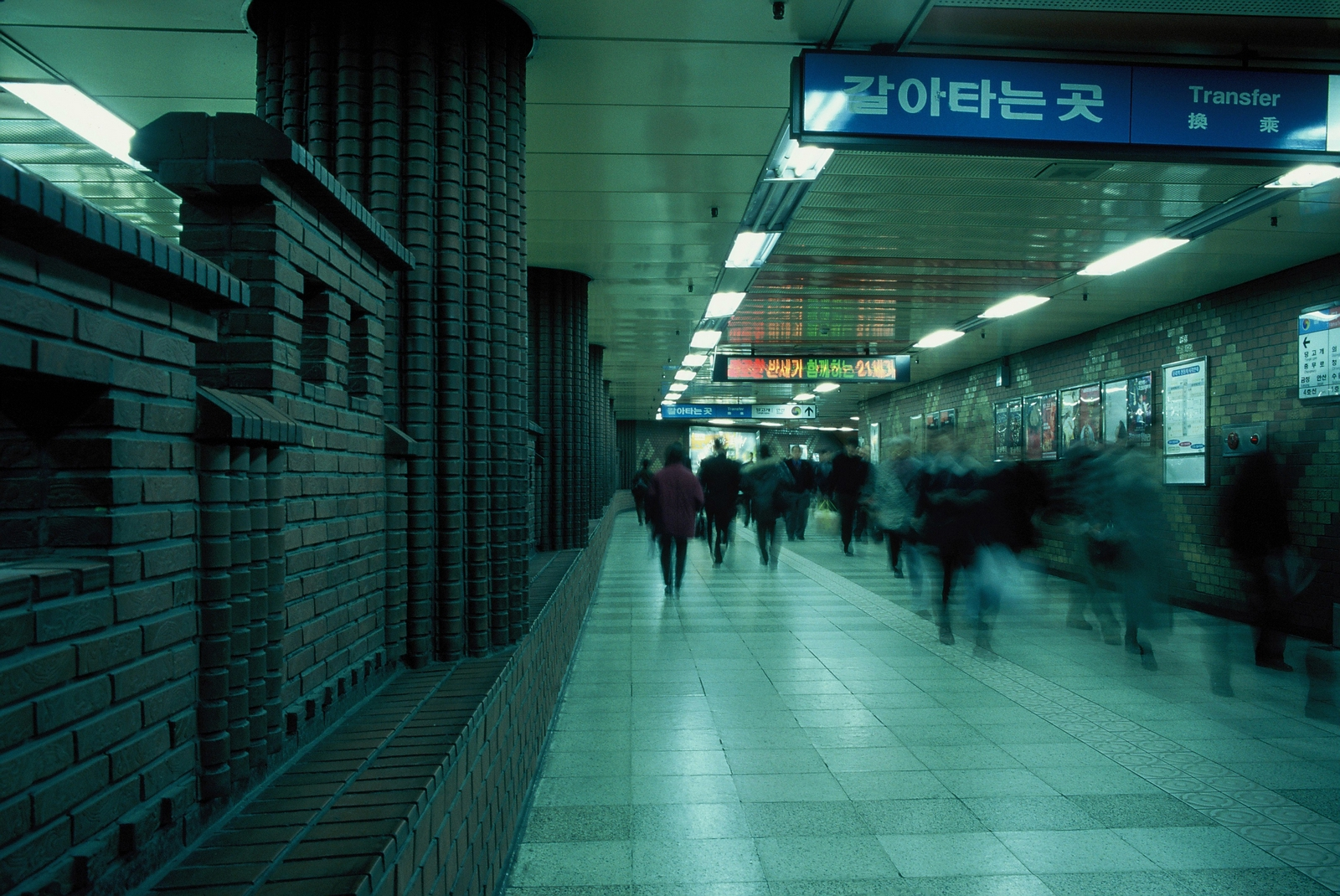
4호선 방면 환승통로 (1999년)

## 역 구조

### 배선도
서울역 배선도는 다음과 같다.(아래쪽↘)

### 한국철도공사승강장
개찰구는 2~3층에 있다.
승강장은 15개로 동편 1~2번 승강장은 수도권 전철 1호선용 고상홈이며 나머지는 KTX 및 일반열차가 사용하는 저상홈이다. 1~2번 승강장은 출퇴근 시간에 운행하는 수도권 전철 1호선 급행열차가 운행하며 구역사 연결 승강장은 수도권 전철 경의·중앙선이 운행된다. 특이한 점은 서울역 1~2번 승강장은 지상 서울역과 바로 연결되는 계단이 없으며, 지하 서울역과 이어지는 계단이 있고 지상 서울역으로 가려면 3~4번 승강장으로 건너가서 올라가야 한다. 그리고 1~2번 승강장과 3~4번 승강장을 잇는 연결통로는 승강장과 같은 선상이라서 천안 급행 승강장인 1~2번 승강장, 그리고 일반 저상홈인 3번 승강장은 선로 끝 부분이 수도권 전철 1호선 인천역, 서울 지하철 9호선 개화역처럼 끊어져 있다. 그리고 1~2번 승강장은 인천국제공항철도와 연결되어 있다. 경부선은 이 역부터 부산역까지 모두 지상 구간이다. 수도권 전철 경의·중앙선은 이 역부터 문산역을 지나서 임진강역까지 모두 지상 구간이다. 수도권 전철 경의·중앙선 차량은 심야에 1편성이 주박한다.
서부역 승강장은 원래 경의선 승강장이었으나 경의선 승강장이 옛 서울역으로 이전하면서 사용이 중지되었다. 현재 경의선 승강장은 스크린도어가 설치되어 있다.
1~4번 승강장 방향으로 지하에는 일반열차 승강장과 연결된 지하 통로가 있다. 이전에는 일반열차 이용 후 지하 서울역과 연계되었으나 현재 열차내 판매용 식품을 관리하는 역할로 사용되고 있어 일반인의 출입이 제한된다. 당시 철도청 관할 수도권 전철 매표소가 있었으나, 신 역사 공사로 인하여 서울 지하철 1호선의 운임 구역과 중첩되는 관계로 필요성이 사라져 폐쇄되었다. 그 당시 천안급행의 경우 지하철 서울역과 운임 구역이 분리되었으나 현재는 물리적으로 연결되어 있다. 3~4번 승강장의 통로는 2017년 3월에 새로 개통되었다.
| ↑ 행신(경의선)/↑ 신촌(경의·중앙선)/시·종착역(1호선 급행)     |
| \| 경의                                                      |
|                                                              |
| \| 14 13 \| 12 11 \| 10 ９ \| ８７ \| ６５ \| 4 3 \| ２１ \| |
| 용산(경부선) ↓/시·종착역(경의·중앙선)/금천구청(1호선 급행) ↓ |

| 경의·중앙선 | ● 수도권 전철 경의·중앙선     | 일반열차 · 급행열차(서울-문산)        | 당역종착 신촌 · 가좌 · 한국항공대 · 행신 · 능곡 · 대곡 · 일산 · 파주 · 문산 방면                        |
| 1~2         | ● 수도권 전철 1호선           | B급행                                 | 금천구청 · 안양 · 군포 · 의왕 · 성균관대 · 수원 · 병점 · 오산 · 서정리 · 평택 · 성환 · 두정 · 천안 방면 |
| 3           | 경부선 · 경전선               | ITX-새마을                            | 대전 · 동대구 · 창원 · 마산 · 진주 · 부산 방면                                                          |
| 4~12        | 경부고속선                    | KTX                                   | 대전 · 동대구 · 부산 방면                                                                               |
| 4~12        | 경부선                        | KTX (수원)                            | 영등포 · 수원 · 부산 방면                                                                               |
| 4~12        | 경부선                        | KTX (구포)                            | 밀양 · 구포 · 부산 방면                                                                                 |
| 4~12        | 경부선                        | ITX-새마을 ITX-마음 무궁화호          | 대전 · 동대구 · 부산 방면                                                                               |
| 4~12        | 경전선                        | KTX · ITX-새마을                      | 창원 · 마산 · 진주 방면                                                                                 |
| 4~12        | 호남고속선                    | KTX                                   | 익산 · 광주송정 · 목포 방면                                                                             |
| 4~12        | 호남선                        | KTX                                   | 서대전 · 익산 · 목포 방면                                                                               |
| 4~12        | 전라선                        | KTX · S-train                         | 익산 · 전주 · 여수EXPO 방면                                                                             |
| 4~12        | 충북선                        | 무궁화호                              | 청주 · 충주 · 제천 방면                                                                                 |
| 4~12        | 전 노선 공통                  | KTX                                   | 행신 방면                                                                                               |
| 4~12        | 전 노선 공통                  | ITX-새마을 무궁화호 S-train DMZ-Train | 당역도착                                                                                                |
| 13~14       | 강릉선                        | KTX-이음                              | 서원주 · 강릉 · 동해 방면                                                                               |
| 13~14       | 중앙선                        | KTX-이음                              | 원주 · 제천 · 안동 · 부전 방면                                                                          |
| 15          | 미사용(구 경의선 전철 승강장) |                                       | |

### 서울교통공사승강장
1호선과 4호선 모두 대합실이 지하 1층, 승강장이 지하 2층에 있다. 승강장은 1면 2선의 섬식 승강장이며, 스크린도어가 설치되어 있다. 1호선과 4호선 둘 다 섬식 승강장으로 건설된 이유는 이 역을 중간 시종착역으로 삼고 회차선을 건설해서 회차에 용이하게 하기 위해서이다. 수도권 전철 1호선은 이 역부터 청량리역까지 지하 구간이자, 서울교통공사 관할 구간이다. 수도권 전철 1호선 차량은 심야에 1편성이 주박한다. 수도권 전철 4호선 차량은 심야에 1편성이 주박한다.
1호선 승강장
| ↑시청    |
| 상 하 \| |
| 남영↓    |

| 상행 | ● 수도권 전철 1호선 | 시청 · 종로3가 · 동대문 · 청량리 · 연천 방면 (일반, 급행)     |
| 하행 | ● 수도권 전철 1호선 | 영등포 · 부천 · 인천 · 서동탄 · 천안 · 신창 방면 (일반, 급행) |

하행 방향으로 Y자형 회차선이 설치되어 있으며 1호선은 하행 방향으로 서울역을 출발하고 나서 바로 지상으로 올라가지만 가운데의 이 회차선은 그대로 지하로 이어진 다음 끝난다. 구파발역의 회차선과 비슷하다고 보면 된다. 심야시간에 이 역에서 막차 1편성이 주박한다.
4호선 승강장
| 회현↑     |
| 하 상 \|  |
| ↓숙대입구 |

| 상행 | ● 수도권 전철 4호선 | 회현 · 명동 · 창동 · 노원 · 진접(경복대) 방면 |
| 하행 | ● 수도권 전철 4호선 | 삼각지 · 이촌 · 동작 · 금정 · 오이도 방면     |

하행 방향으로 Y자형 회차선이 설치되어 있으며 심야시간에 막차 1편성이 주박한다.

### 인천국제공항철도승강장
기존 한국철도공사 역의 남서편에 위치하며, 기존 서울역사와도 연결되어 있다. 서울역 서부 출구에 있는 수도권 전철 경의·중앙선용 출구와 마주보고 있다. 지상 2층, 지하 7층 규모로, 일반 열차 및 직통 열차 승강장은 지하 7층에 있다. 고심도의 지하에 있어서 경부선 및 경의선 선로와는 직접 연결되지 않는다. 지하 2층에 직통 열차용 개찰구 및 도심공항터미널이, 지하 3층에 일반 열차용 개찰구가 있다. 승강장은 2면 3선식 구조로, 1면 2선을 일반 열차와 직통 열차 종착이 이용하고, 인천공항2터미널역 방면 일반 열차 승강장이 마주보고 있는 나머지 1면 1선을 직통 열차가 이용한다. 인천국제공항철도 역사 건설로 코레일 멤버십 라운지가 이전되었다. 유동 인구가 많아 에스컬레이터도 병행 가동되고 있으나, 상당히 깊기 때문에 엘리베이터를 이용하면 더욱 편리하다. 현재 스크린도어가 설치되어 있다. 인천국제공항철도는 이 역부터 디지털미디어시티역까지 지하 구간이다. 인천국제공항철도 직통열차 차량은 심야에 1편성이 주박하고, 일반열차 차량은 심야에 2편성이 주박한다.
이 대합실에 있는 도심공항터미널은 시내 체크인이 가능한 시설로, 2024년 4월 기준 대한항공, 아시아나항공, 제주항공, 티웨이항공, 에어서울, 에어부산, 진에어. 루프트한자 등 8개의 항공사에서 시내 체크인을 진행할 수 있다. 탑승 수속 및 출국 심사를 거친 뒤에는 직통 열차를 이용하여 인천국제공항으로 갈 수 있다. 카운터는 05:20 ~ 19:00까지 운영한다.
| 시·종착역(공항철도/AREX직통)           |      |  |  |  |    |
| \| \| ２１ \| \| \| \| 직 \|           |      |  |  |  |    |
| 공덕(일반)↓/인천공항1터미널(AREX직통)↓ |      |  |  |  |    |
|                                        | ２１ |  |  |  | 직 |

| 2 | ● 인천국제공항철도 | 일반열차·직통열차 | 당역 종착                                                                   |
| 1 | ● 인천국제공항철도 | 일반열차          | 공덕 · 디지털미디어시티 · 김포공항 · 인천공항1터미널 · 인천공항2터미널 방면 |
| 1 | ● 인천국제공항철도 | 직통열차          | 인천공항1터미널 · 인천공항2터미널 방면                                      |

### 수도권 광역급행철도 A노선승강장
| ↑연신내  |
| \| 하    |
| 시.종착↓ |

| 상 | ● 수도권 광역급행철도 A노선 | 킨텍스 · 운정중앙 방면 |
| 하 | ● 수도권 광역급행철도 A노선 | 시.종착                |

GTX-A를 이용하려면, 지하철 서울역 1번 출구 게이트 앞에서 숭례문 쪽 출구 방향으로 살짝 올라가다가 우측으로 서클링하여 진입해야 한다.

## 옛 서울역사

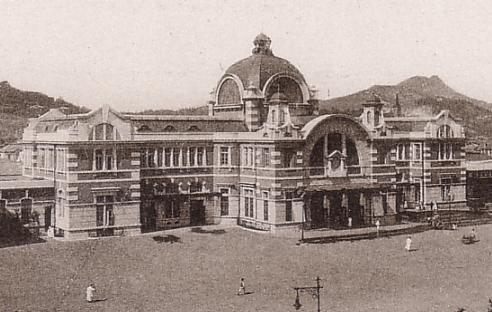
건립 당시의 경성역 전경

옛 서울역사의 설립 주체는 남만주철도주식회사였다. 남만주철도주식회사는 이 역이 일본 - 조선 - 만주를 잇는 국제적인 수준의 역사가 되어야 한다고 판단하였다. 일본 도쿄 - 시모노세키 사이는 일본 국철, 시모노세키 - 부산 사이는 부관연락선, 부산 - 신경(新京) 혹은 북경(北京) 사이는 직통 열차로 연결되며, 이 열차는 시베리아 횡단 철도로 연결되어 모스크바와 베를린까지 연결시키는 구상을 가졌다. 이러한 세계적인 교통망에서 경성역은 한반도의 현관이며, 식민지 경영의 관문이라는 역할이 부여되었다.
설계자는 도쿄 대학 교수이던 쓰카모토 야스시(塚本 靖)였다. 그는 도쿄역사를 설계한 바 있는 다쓰노 긴고(辰野 金吾)의 제자였다. 역사의 신축 추진은 조선총독부 철도국 공무과 건축계에서 담당하였다. 다만, 신축을 담당한 건축가는 명확하지 않다.
경성역은 1922년 6월 착공되어 1925년 9월 30일에 준공되었다. 원래는 1923년에 준공 예정이었으나, 일본 간토 대지진으로 공사 기간이 연장되고, 공사비도 일부 감액되었다. 건축 규모는 대지 면적 70,083평에 지하 1층, 지상 2층, 연면적 6,631m²의 초대형 건축물이었으며, 동양 제 1역은 도쿄역, 동양 제 2역은 경성역으로 불릴 정도의 규모를 가지고 있었다.
이 건물 1층은 매표소를 겸하는 중앙홀, (조선인들이 사용하던) 3등대합실, (일본인들이 사용하던) 1, 2등 대합실, 부인대합실, 귀빈예비실, 귀빈실, 역장실, 2층은 식당과 사무실, 그리고 지하는 역무실로 사용되었다. 승강장은 지하에서 연결되었다. 1층 대합실 중앙에는 큰 홀이 있고, 그 상부 지붕에는 비잔틴 풍의 돔을 올렸다. 그 돔의 측면 반원형 아치 창으로부터 중앙홀 내부로 자연 광선을 끌어들여 밝은 홀 공간을 조성하였다.
철근 콘크리트조에 벽돌조로 마감했으며, 1층은 거친돌 마감식으로 처리하고, 상부 모서리와 개구부에는 돌을 사용하였다. 지붕은 철골조에 천연 슬레이트 마감이며, 일부 동판 이음을 하였다.
이 건물은 거대한 규모, 풍부한 장식과 정교한 상세를 자랑하는 일제강점기 시절의 한국에서는 매우 진기한 건물이었다.

역사는 1950년 한국 전쟁으로 많은 부분이 파괴되었으며, 수리 과정에서 중앙홀 천창(天窓)이 훼손되었다. 1958년 1월 기존 역사 남측에 새마을호 대합실이 증축되었다. 1988년 선상역사가 건설되어 많은 역무 기능이 옮겨갔고, 2003년 12월 남측에 신 역사가 준공되어 옛 서울역사는 더 이상 역사의 용도로 사용하지 않게 되었다. 철도문화재단의 관할 하에 시네마테크를 비롯한 문화시설로 용도변경을 추진하였으나, 사적으로 지정된 서울역 건물이 한국철도공사 소유인 것은 부당하다는 지적이 있었고, 문화재청(현 국가유산청)에서 역사의 원형 보존을 위하여 한국철도공사에 소유권 이전을 요청하였다. 이에 2007년 7월 24일 관리 단체가 문화재청으로 변경되었고, 2008년 5월 1일 문화체육관광부로 다시 바뀌었다. 이후 2011년 8월 9일, 구 역사는 문화역서울 284라는 새 이름으로 개장하여, 이른바 복합문화공간이 되었다.

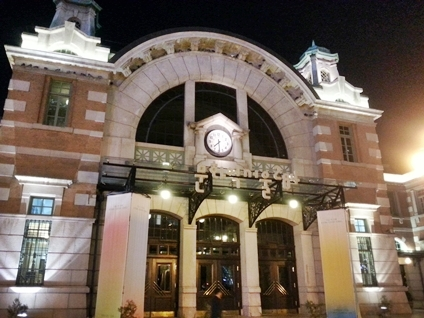
문화역서울284

건물 내부는 건립 당시의 형식으로 복원되어 있으며, 다양한 문화예술프로그램이 진행된다. 문화역서울284의 자체기획프로그램은 무료로 이루어지며, 외부 대관행사의 경우에는 유료 행사의 경우도 있다. 매주 월요일은 휴관하며, 오전 10시에서 오후 7시까지 개방한다.

## 역 주변

### 서울역광장
서울역 광장은 역 앞의 넓은 도보 거리를 일컫는다. 이 곳은 오래 전부터 시위의 장소로 사용되어왔다. 대표적으로는 5.15 서울역 집회가 있다. 자동차 출입을 제한할 목적으로 쇠말뚝을 광장 양측에 설치하였으며 역무실에서 광장 사용 허가를 받으면 광장을 사용할 때마다 역무실에서 자물쇠를 받아 쇠말뚝을 일시적으로 제거하고 자동차를 출입한다.

### 역사 내부

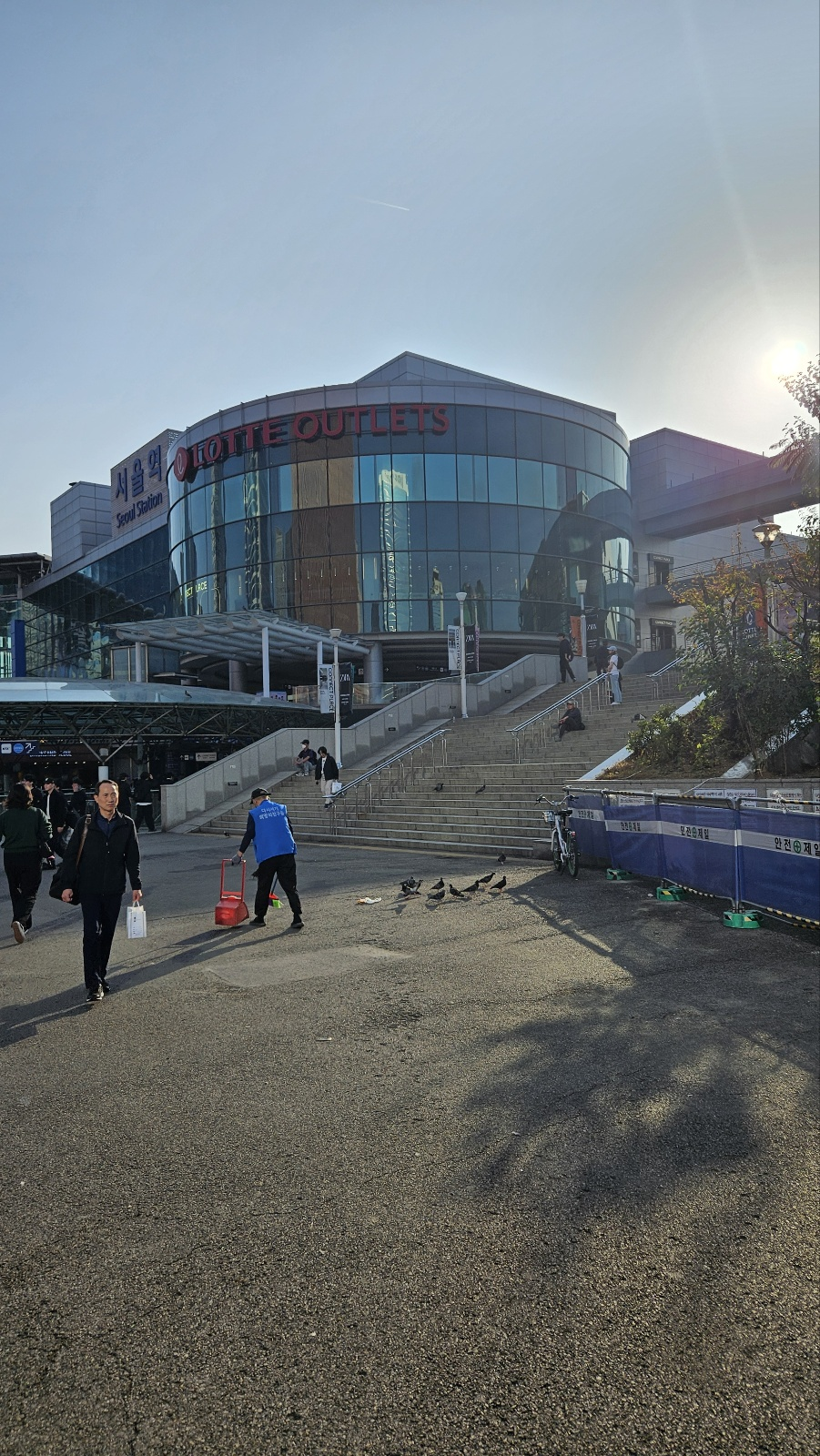
롯데아울렛 전경

- 롯데아울렛 서울역점 : 2003년 12월 11일에 한화그룹에서 갤러리아백화점 콩코스점을 서울역사에 오픈했다.[24] 그러나 2013년에 매출 부진으로 갤러리아 콩코스점을 폐점하고, 롯데쇼핑과의 양해각서 체결을 통해 롯데아울렛이 오픈했다.[25]
- 롯데마트 제타플렉스 서울역점: 2003년 12월까지 영업한 구 민자역사 건물에 입주, 2004년 6월 3일에 영업을 개시하였다. 롯데쇼핑은 2003년 4월 한화건설과 20년 장기 임대 계약을 맺었다.
- 피자헛 서울역점
- 계절밥상 서울역점
- 국군장병 라운지 TMO: 군인으로 하여금 인터넷 등 사용할 수 있는 휴게공간으로 1층 소재
- 코레일 라운지: 우리은행과 코레일 홈페이지에서 회원가입하여 등록한 IC카드를 이용하여 출입하는 휴대폰 충전, 음료, 간행물 열람 등을 할 수 있는 휴게 공간으로 2층 소재
- 중소기업마루
- 공차 서울역점
- 빈즈앤베리즈 서울역점
- 파이브 가이즈 서울역점

### 동쪽
- 서울역 버스 환승센터

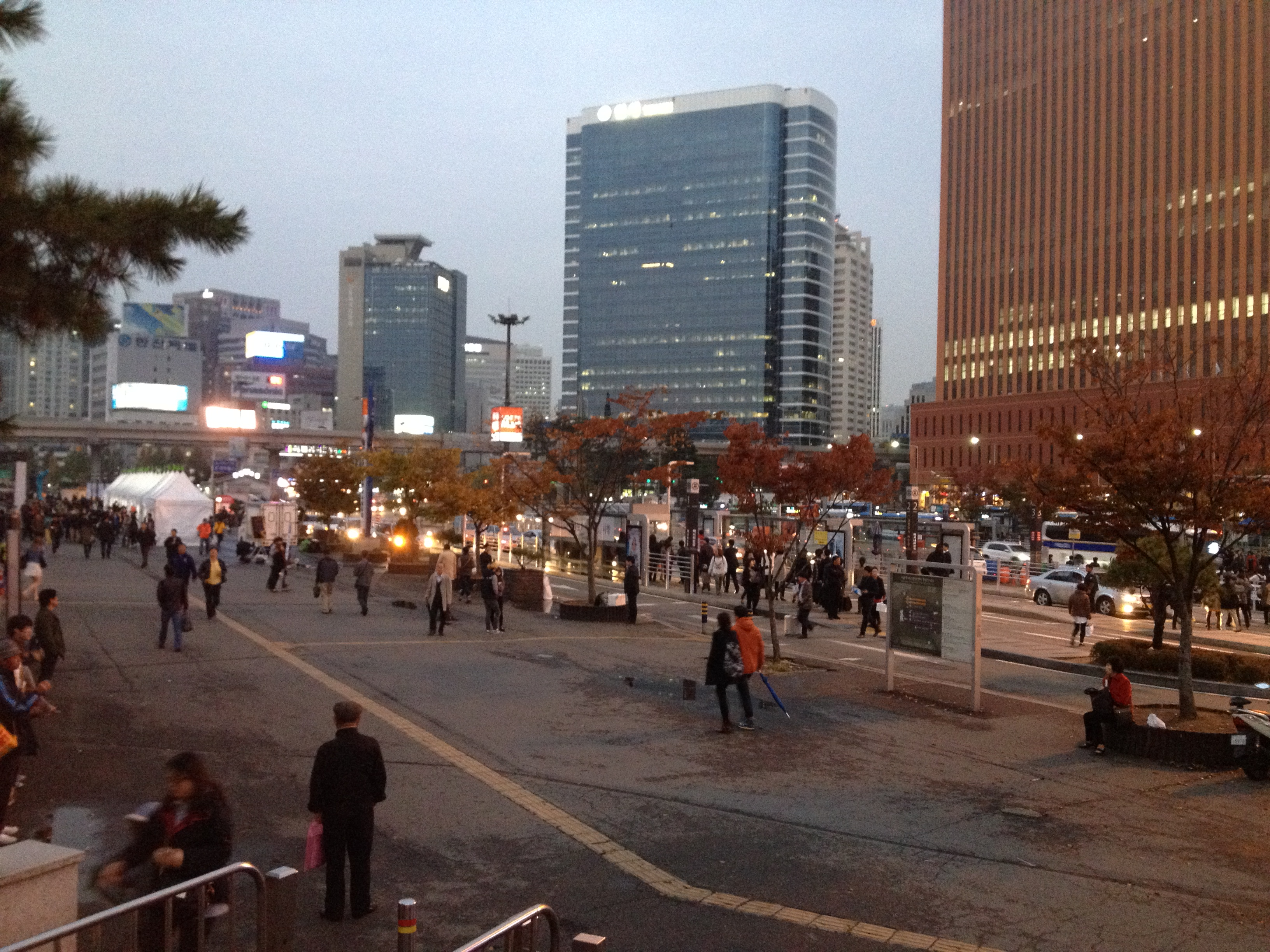
서울역 동쪽

- 구 서울역사 (문화역서울 284, ● 수도권 전철 경의·중앙선)
- 서울남대문경찰서
- 남대문시장
- 숭례문
- 서울스퀘어
- 주한 독일 대사관
- 서울로 7017
- LG이노텍 본사
- 밀레니엄서울힐튼호텔
- 후암동행정복지센터
- 후암동우체국
- 연세재단 세브란스 빌딩
- 대우재단 빌딩
- 서울 시티타워(티머니 본사)
- 남대문교회
- 후암로

### 서쪽
- 한국철도공사 서울본부
- 경기여자상업고등학교
- 우리은행
- 만리동1가우편취급국
- 서울봉래초등학교
- 손기정기념공원
- 만리동행정복지센터
- 만리동고개
- 소화아동병원
- 국립극단

## 승차량 변동
통일호는 KTX 개통과 함께 2004년 4월 1일자로 폐지되었다.

### 일반열차
| 연도와 승하차방향 | 연도와 승하차방향 | 연도와 승하차방향 | 이용 인원  | 이용 인원  | 이용 인원  | 이용 인원  | 이용 인원  | 이용 인원   |
| 연도와 승하차방향 | 연도와 승하차방향 | 연도와 승하차방향 | 경부선     | 경부선     | 경부선     | 경부선     | 경부선     | 경의·중앙선 |
| 연도와 승하차방향 | 연도와 승하차방향 | 연도와 승하차방향 | KTX        | 새마을     | 무궁화     | 통일       | 총계       | 통일(통근)  |
| ----------------- | ----------------- | ----------------- | ---------- | ---------- | ---------- | ---------- | ---------- | ----------- |
| 2001년            | 하행              | 승차              | 미개통     | 3,788,985  | 8,602,006  | 138,899    | 12,529,890 | 279,261     |
| 2001년            | 하행              | 하차              | 미개통     | 시발(시작) | 시발(시작) | 시발(시작) | 시발(시작) | 시발(시작)  |
| 2001년            | 상행              | 승차              | 미개통     | 종착       | 종착       | 종착       | 종착       | 종착        |
| 2001년            | 상행              | 하차              | 미개통     | 4,054,445  | 9,258,021  | 153,425    | 13,465,891 | 499,348     |
| 2002년            | 하행              | 승차              | 미개통     | 3,555,498  | 7,920,088  | 125,829    | 11,601,415 | 635,919     |
| 2002년            | 하행              | 하차              | 미개통     | 시발(시작) | 시발(시작) | 시발(시작) | 시발(시작) | 시발(시작)  |
| 2002년            | 상행              | 승차              | 미개통     | 종착       | 종착       | 종착       | 종착       | 종착        |
| 2002년            | 상행              | 하차              | 미개통     | 3,837,797  | 8,694,785  | 153,425    | 12,686,007 | 855,218     |
| 2003년            | 하행              | 승차              | 미개통     | 3,264,157  | 7,388,559  | 76,985     | 10,729,701 | 963,397     |
| 2003년            | 하행              | 하차              | 미개통     | 시발       | 시발       | 시발       | 시발       | 시발        |
| 2003년            | 상행              | 승차              | 미개통     | 종착       | 종착       | 종착       | 종착       | 종착        |
| 2003년            | 상행              | 하차              | 미개통     | 3,549,812  | 8,117,821  | 92,607     | 11,760,240 | 1,355,848   |
| 2004년            | 하행              | 승차              | 6,088,919  | 1,681,539  | 4,101,142  | 17,128     | 11,888,728 | 1,288,230   |
| 2004년            | 하행              | 하차              | 81         | 시발       | 6854       | 시발       | 6,935      | 1,284       |
| 2004년            | 상행              | 승차              | 0          | 종착       | 종착       | 종착       | 0          | 종착        |
| 2004년            | 상행              | 하차              | 6,117,402  | 1,783,472  | 4,144,625  | 21,314     | 12,066,813 | 1,854,197   |
| 2005년            | 하행              | 승차              | 9,032,639  | 885,016    | 2,374,704  | 폐지       | 12,292,368 | 1,642,397   |
| 2005년            | 하행              | 하차              | 114        | 3          | 32         | 폐지       | 158        | 160         |
| 2005년            | 상행              | 승차              | 2          | 종착       | 종착       | 폐지       | 2          | 종착        |
| 2005년            | 상행              | 하차              | 9,356,211  | 901,585    | 2,142,666  | 폐지       | 12,400,462 | 23,447,44   |
| 2012년            | 하행              | 승차              | 13,515,748 | 508,758    | 3,199,192  | 폐지       |            |             |
| 2012년            | 하행              | 하차              |            |            |            | 폐지       |            |             |
| 2012년            | 상행              | 승차              |            | 종착       | 종착       | 폐지       |            | 종착        |
| 2012년            | 상행              | 하차              |            |            |            | 폐지       |            |             |

| 연도와 승하차 | 연도와 승하차 | 이용 인원  | 이용 인원 | 이용 인원 | 이용 인원 | 이용 인원 | 이용 인원 | 이용 인원  |
| 연도와 승하차 | 연도와 승하차 | KTX        | 산천      | 새마을    | 무궁화    | 누리로    | 청춘      | 총계       |
| ------------- | ------------- | ---------- | --------- | --------- | --------- | --------- | --------- | ---------- |
| 2013년        | 승차          | 12,681,118 | 905,585   | 500,925   | 2,882,914 | 392,818   | 3,078     | 17,366,438 |
| 2013년        | 하차          | 13,143,852 | 696,515   | 425,613   | 2,744,054 | 517,931   | 2,736     | 17,530,701 |

### 수도권 전철
경의·중앙선의 2009년 자료는 개통일인 2009년 7월 1일부터 12월 31일까지인 184일 기준으로 환산한 것이며, 공항철도의 2010년 자료는 개통일인 2010년 12월 29일부터 12월 31일까지인 3일 기준으로 환산한 것이다.
| 노선        | 노선   | 일평균 인원수 (명/일) | 일평균 인원수 (명/일) | 일평균 인원수 (명/일) | 일평균 인원수 (명/일) | 일평균 인원수 (명/일) | 일평균 인원수 (명/일) | 일평균 인원수 (명/일) | 일평균 인원수 (명/일) | 일평균 인원수 (명/일) | 일평균 인원수 (명/일) | 각주   |
| 노선        | 노선   | 2000년                | 2001년                | 2002년                | 2003년                | 2004년                | 2005년                | 2006년                | 2007년                | 2008년                | 2009년                | 각주   |
| ----------- | ------ | --------------------- | --------------------- | --------------------- | --------------------- | --------------------- | --------------------- | --------------------- | --------------------- | --------------------- | --------------------- | ------ |
| 경의·중앙선 | 승차   | 미개통                | 미개통                | 미개통                | 미개통                | 미개통                | 미개통                | 미개통                | 미개통                | 미개통                | 4,237                 | [ 28 ] |
| 경의·중앙선 | 하차   | 미개통                | 미개통                | 미개통                | 미개통                | 미개통                | 미개통                | 미개통                | 미개통                | 미개통                | 4,831                 | [ 28 ] |
| 1호선       | 승차   | 48,010                | 49,333                | 49,003                | 47,651                | 52,717                | 55,832                | 57,231                | 57,360                | 62,913                | 56,897                | [ 29 ] |
| 1호선       | 하차   | 43,744                | 42,575                | 42,179                | 41,105                | 44,363                | 46,448                | 48,092                | 48,510                | 55,367                | 49,331                | [ 29 ] |
| 1호선       | 승하차 | 91,754                | 91,908                | 91,182                | 88,756                | 97,081                | 102,280               | 105,323               | 105,870               | 118,820               | 106,228               | [ 29 ] |
| 4호선       | 승차   | 11,983                | 10,904                | 11,030                | 10,685                | 9,332                 | 8,150                 | 7,665                 | 7,802                 | 7,458                 | 7,735                 | [ 29 ] |
| 4호선       | 하차   | 16,884                | 18,029                | 18,080                | 17,382                | 17,753                | 17,139                | 17,011                | 16,894                | 16,431                | 16,389                | [ 29 ] |
| 4호선       | 승하차 | 28,866                | 28,933                | 29,110                | 28,067                | 27,085                | 25,289                | 24,676                | 24,696                | 23,889                | 24,124                | [ 29 ] |
| 노선        | 노선   | 일평균 인원수 (명/일) | 일평균 인원수 (명/일) | 일평균 인원수 (명/일) | 일평균 인원수 (명/일) | 일평균 인원수 (명/일) | 일평균 인원수 (명/일) | 일평균 인원수 (명/일) | 일평균 인원수 (명/일) | 일평균 인원수 (명/일) | 일평균 인원수 (명/일) | 각주   |
| 노선        | 노선   | 2010년                | 2011년                | 2012년                | 2013년                | 2014년                | 2015년                | 2016년                | 2017년                | 2018년                | 2019년                | 각주   |
| 경의·중앙선 | 승차   | 5,504                 | 6,141                 | 6,212                 | 5,672                 | 5,944                 | 3,169                 | 2,332                 | 2,861                 | 3,087                 | 3,806                 | [ 28 ] |
| 경의·중앙선 | 하차   | 6,305                 | 6,969                 | 7,051                 | 6,288                 | 6,592                 | 3,317                 | 2,909                 | 3,325                 | 3,939                 | 4,865                 | [ 28 ] |
| 1호선       | 승차   | 61,297                | 72,495                | 73,127                | 73,855                | 74,092                | 63,945                | 62,913                | 58,795                | 55,251                | 22,841                | [ 29 ] |
| 1호선       | 하차   | 53,130                | 61,688                | 62,297                | 64,948                | 66,476                | 57,308                | 55,367                | 52,420                | 52,954                | 16,956                | [ 29 ] |
| 1호선       | 승하차 | 114,427               | 134,183               | 135,424               | 138,803               | 140,568               | 121,253               | 118,280               | 111,215               | 108,475               |                       | [ 29 ] |
| 4호선       | 승차   | 9,284                 | 10,917                | 10,839                | 10,932                | 10,946                | 11,170                | 12,171                | 12,365                | 13,242                |                       | [ 29 ] |
| 4호선       | 하차   | 18,924                | 22,839                | 22,097                | 20,433                | 19,575                | 20,141                | 22,041                | 21,192                | 22,477                |                       | [ 29 ] |
| 4호선       | 승하차 | 28,208                | 33,756                | 32,936                | 31,365                | 30,521                | 31,311                | 34,212                | 33,557                | 35,719                |                       | [ 29 ] |
| 공항철도    | 승차   | 8,272                 | 11,487                | 15,200                | 17,062                | 18,503                |                       |                       |                       |                       |                       | [ 30 ] |
| 공항철도    | 하차   | 8,285                 | 12,292                | 16,164                | 17,856                | 19,130                |                       |                       |                       |                       |                       | [ 30 ] |

## 인접한 역
| 경부선                        | 경부선                         | 경부선                                   |
| ----------------------------- | ------------------------------ | ---------------------------------------- |
| 행신 방면                     | KTX                            | 광명 부산 방면                           |
| 시·종착역                     | KTX(수원 경유)                 | 영등포 부산 방면                         |
| 행신 방면                     | KTX(구포 경유)                 | 광명 부산 방면                           |
| 시·종착역                     | ITX-새마을 . ITX-마음          | 영등포 부산 방면                         |
| 시·종착역                     | 무궁화호                       | 영등포 부산 방면                         |
| 경전선                        |                                |                                          |
| 행신 방면                     | KTX                            | 광명 마산 · 진주 방면                    |
| 시·종착역                     | ITX-새마을                     | 영등포 진주 방면                         |
| 동해선                        |                                |                                          |
| 행신 방면                     | KTX                            | 광명 포항 방면                           |
| 시·종착역                     | ITX-새마을                     | 영등포 신해운대 방면                     |
| 호남선                        |                                |                                          |
| 행신 방면                     | KTX                            | 용산 목포 방면                           |
| 시·종착역                     | KTX(서대전 경유)               | 용산 익산 방면                           |
| 시·종착역                     | KTX(서대전 · 김제 경유)        | 용산 목포 방면                           |
| 전라선                        |                                |                                          |
| 시·종착역                     | 남도해양열차                   | 영등포 여수엑스포 방면                   |
| 강릉선                        |                                |                                          |
| 행신 방면                     | KTX                            | 청량리 강릉 방면                         |
| 영동선                        |                                |                                          |
| 시·종착역                     | KTX                            | 청량리 동해 방면                         |
| 중앙선                        |                                |                                          |
| 시·종착역                     | KTX                            | 청량리 안동 방면                         |
| 충북선                        |                                |                                          |
| 시·종착역                     | 무궁화호                       | 영등포 제천 방면                         |
| 수도권 광역급행철도 A노선     |                                |                                          |
| X105 연신내 운정중앙 방면     | ● 수도권 광역급행철도 A노선    | 시·종착역                                |
| ● 수도권 전철 1호선           |                                |                                          |
| 132 시청 연천 방면            | 경원-경인선 완행 · 경원선 급행 | 134 남영 인천 방면                       |
| 132 시청 광운대 방면          | 경부선 완행                    | 134 남영 서동탄 · 신창 방면              |
| 132 시청 청량리 방면          | 경부선 급행                    | 134 남영 신창 방면                       |
| ● 수도권 전철 4호선           |                                |                                          |
| 425 회현 진접 방면            | 수도권 전철 4호선              | 427 숙대입구 오이도 방면                 |
| ● 수도권 전철 경의·중앙선     |                                |                                          |
| P314 신촌 문산 방면 문산 방면 | 경의선 완행 · 급행             | 시·종착역                                |
| 인천국제공항철도              |                                |                                          |
| 시·종착역                     | ● 인천국제공항철도 일반        | A02 공덕 인천공항2터미널 방면            |
| 시·종착역                     | ● 인천국제공항철도 직통        | A10 인천공항1터미널 인천공항2터미널 방면 |

## 사진

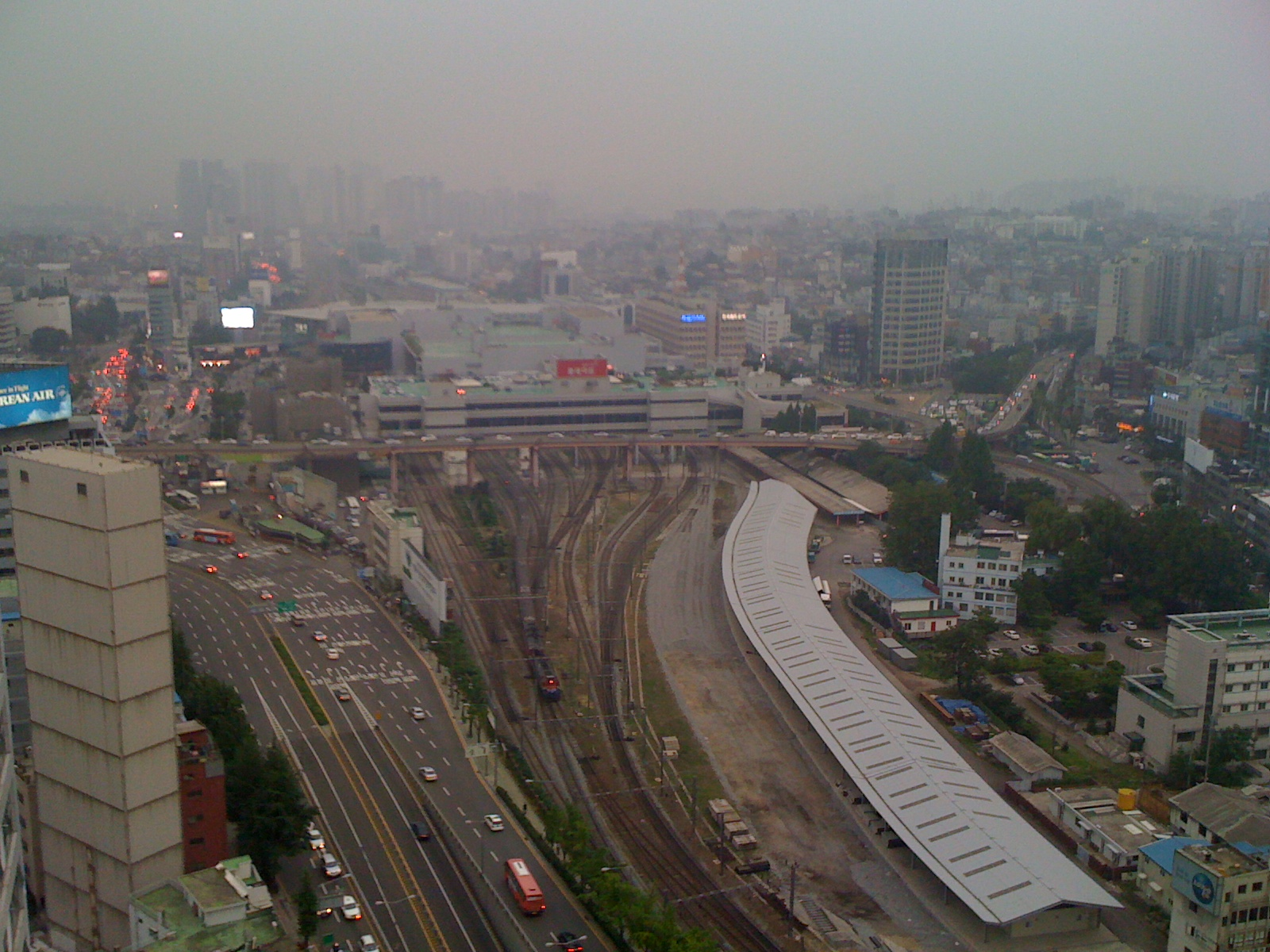
서울역의 전경
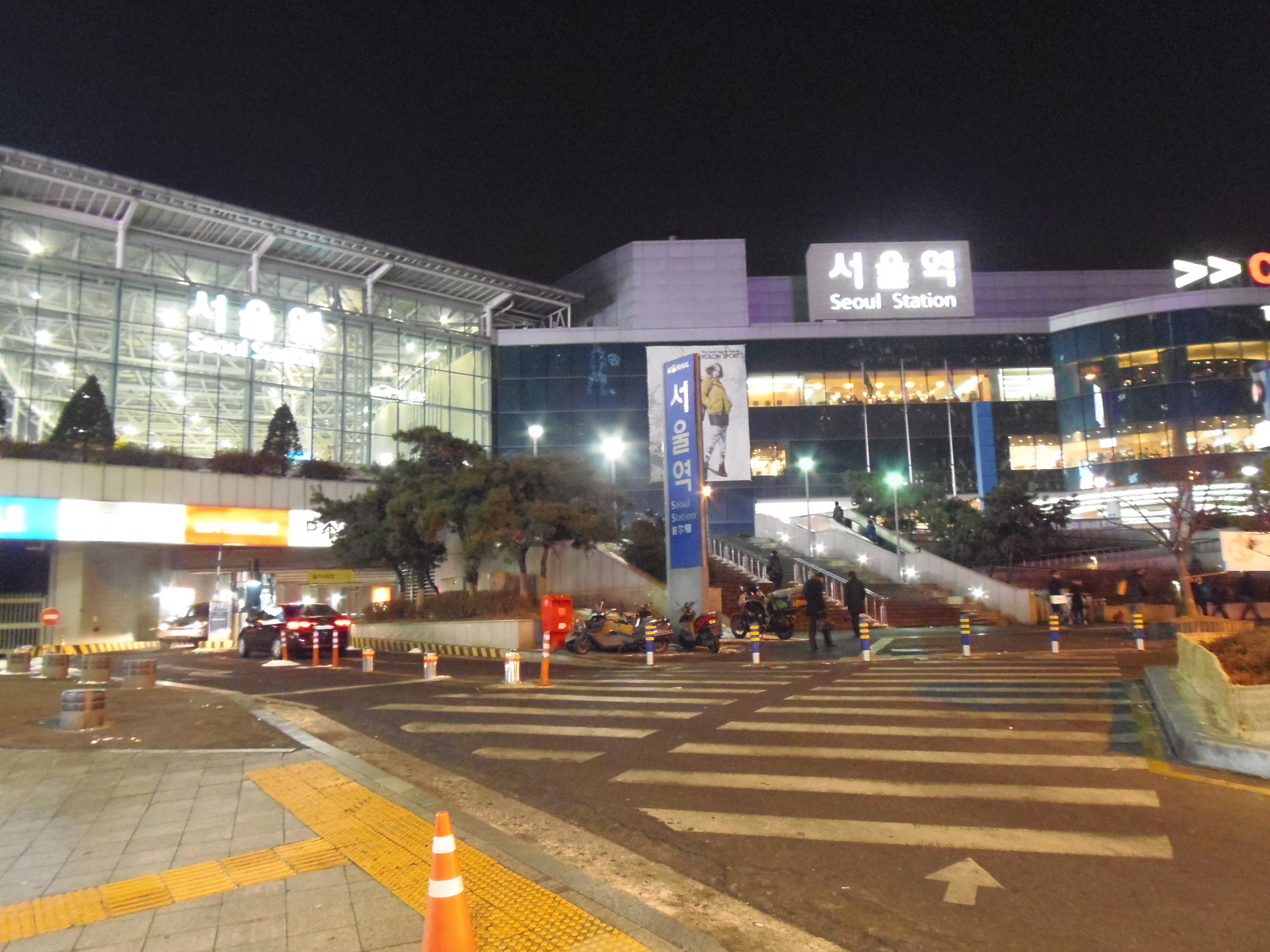
서울역의 야경
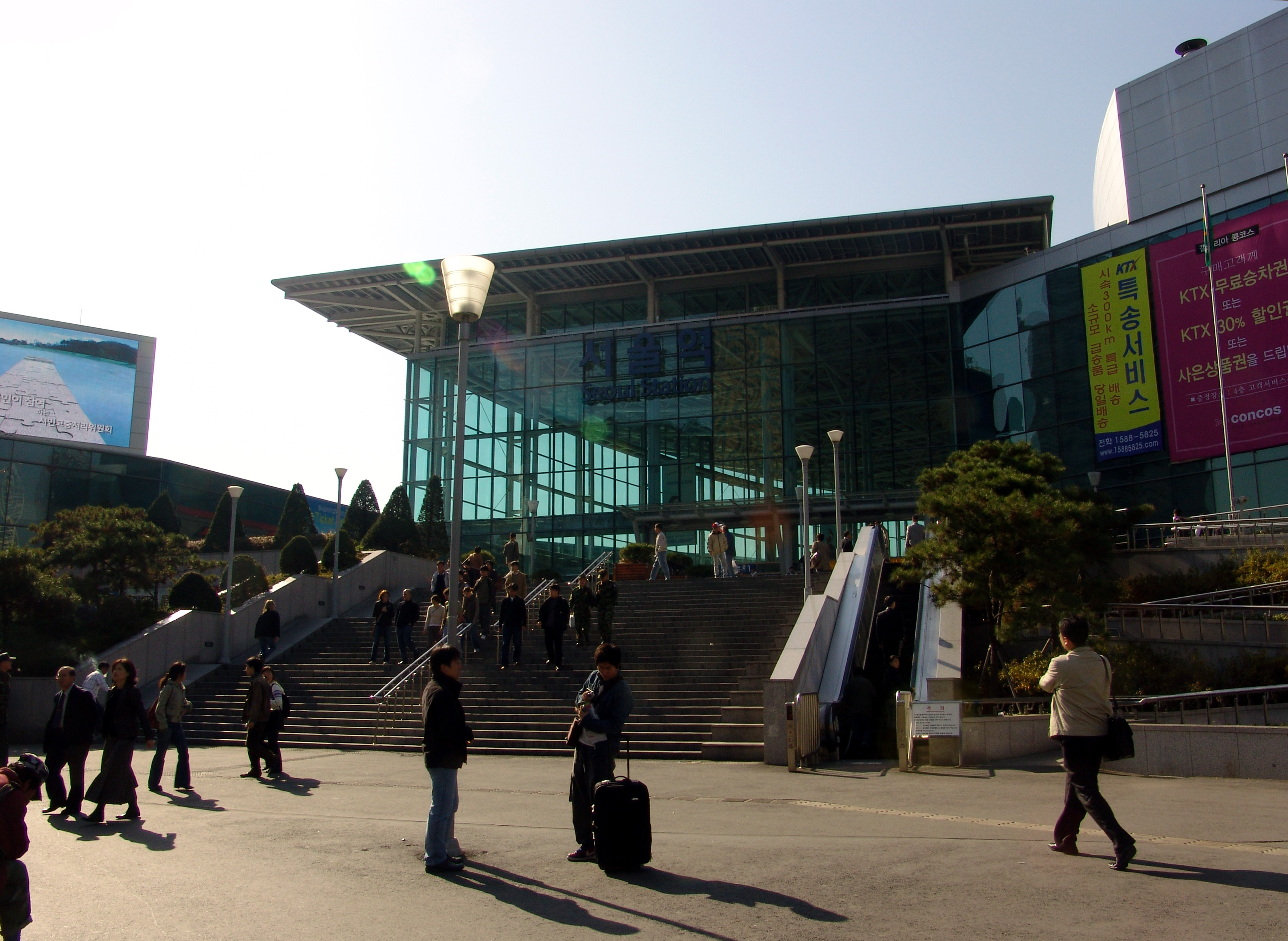
2005년의 서울역
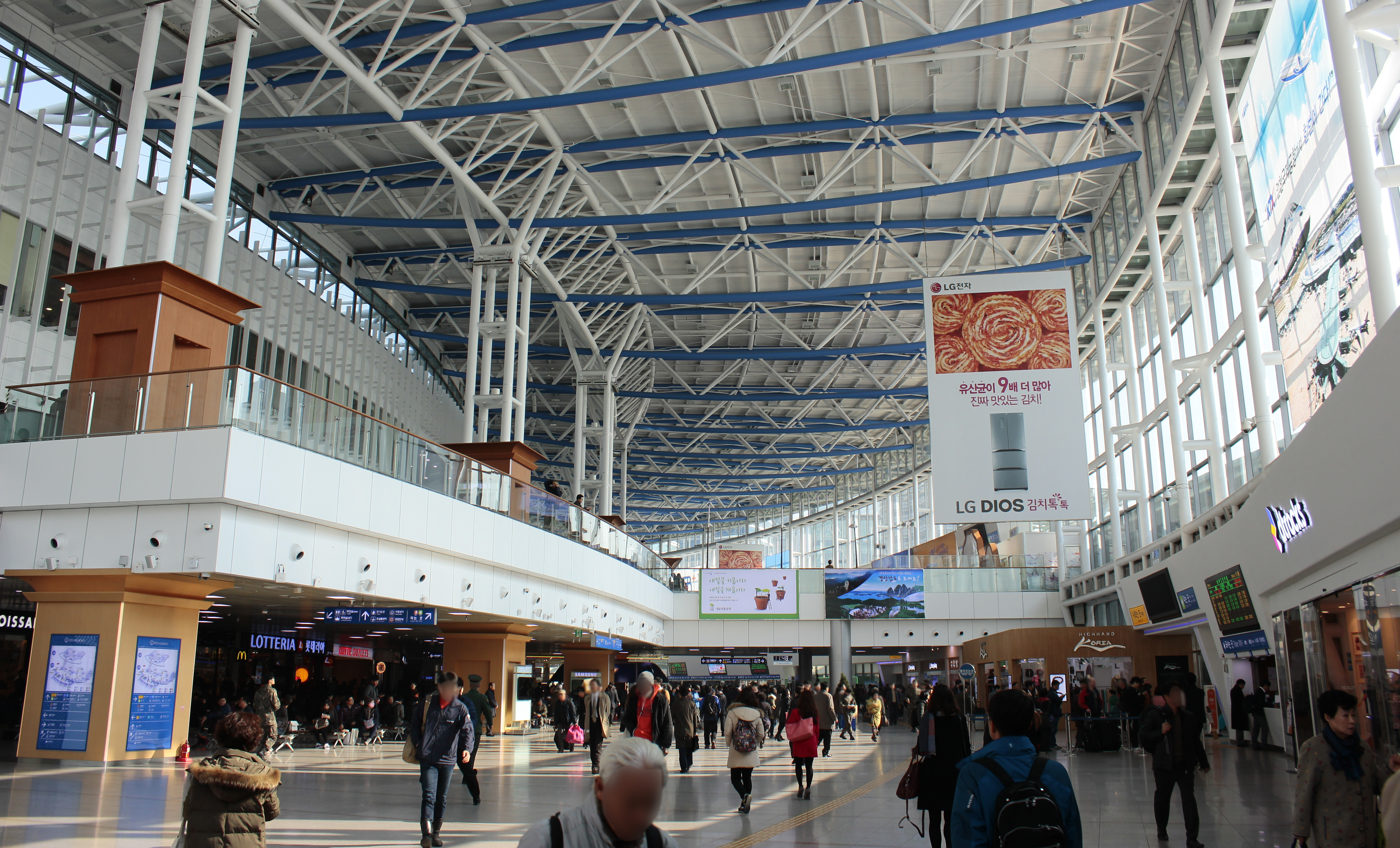
서울역 2층
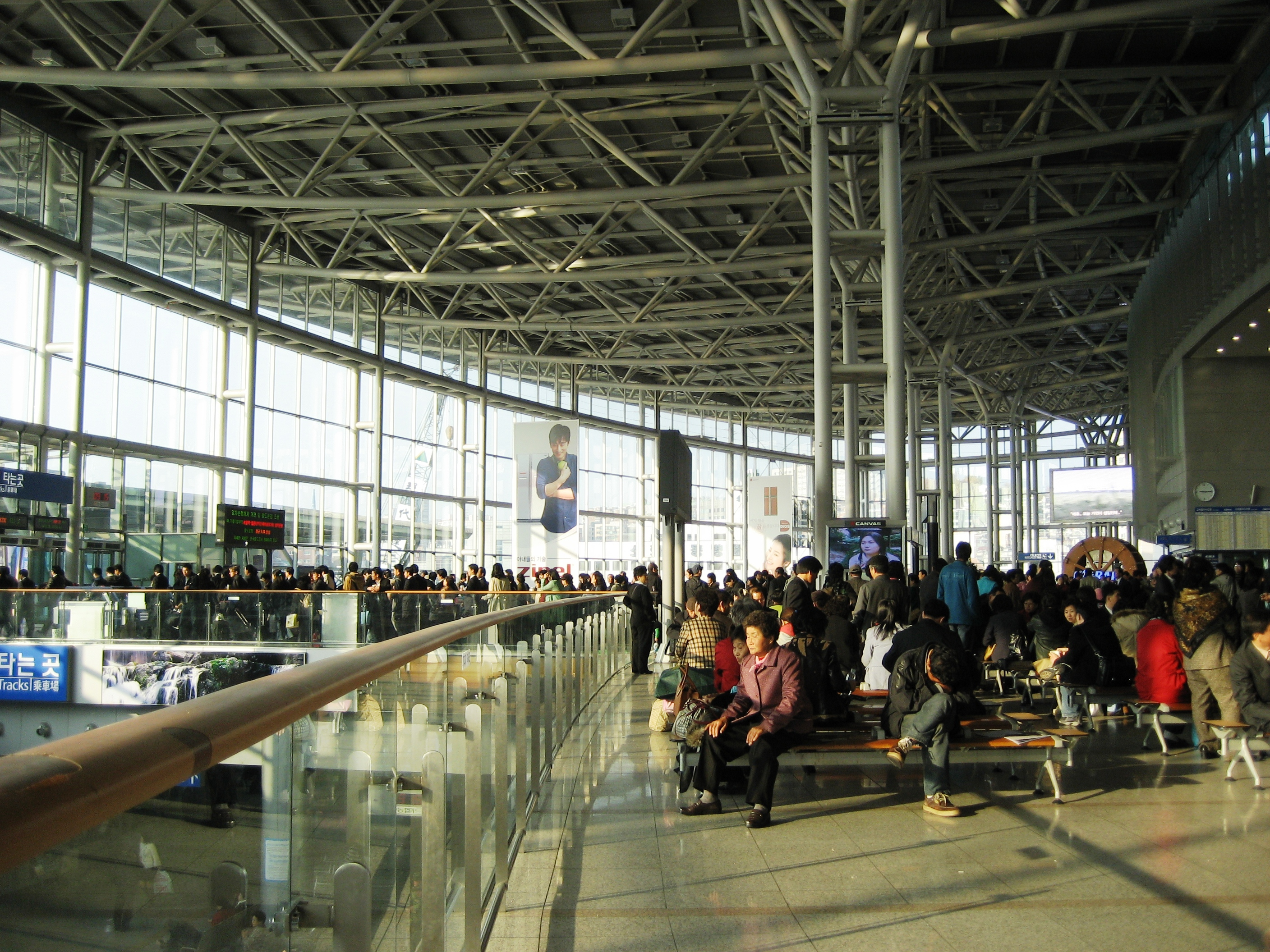
서울역 3층
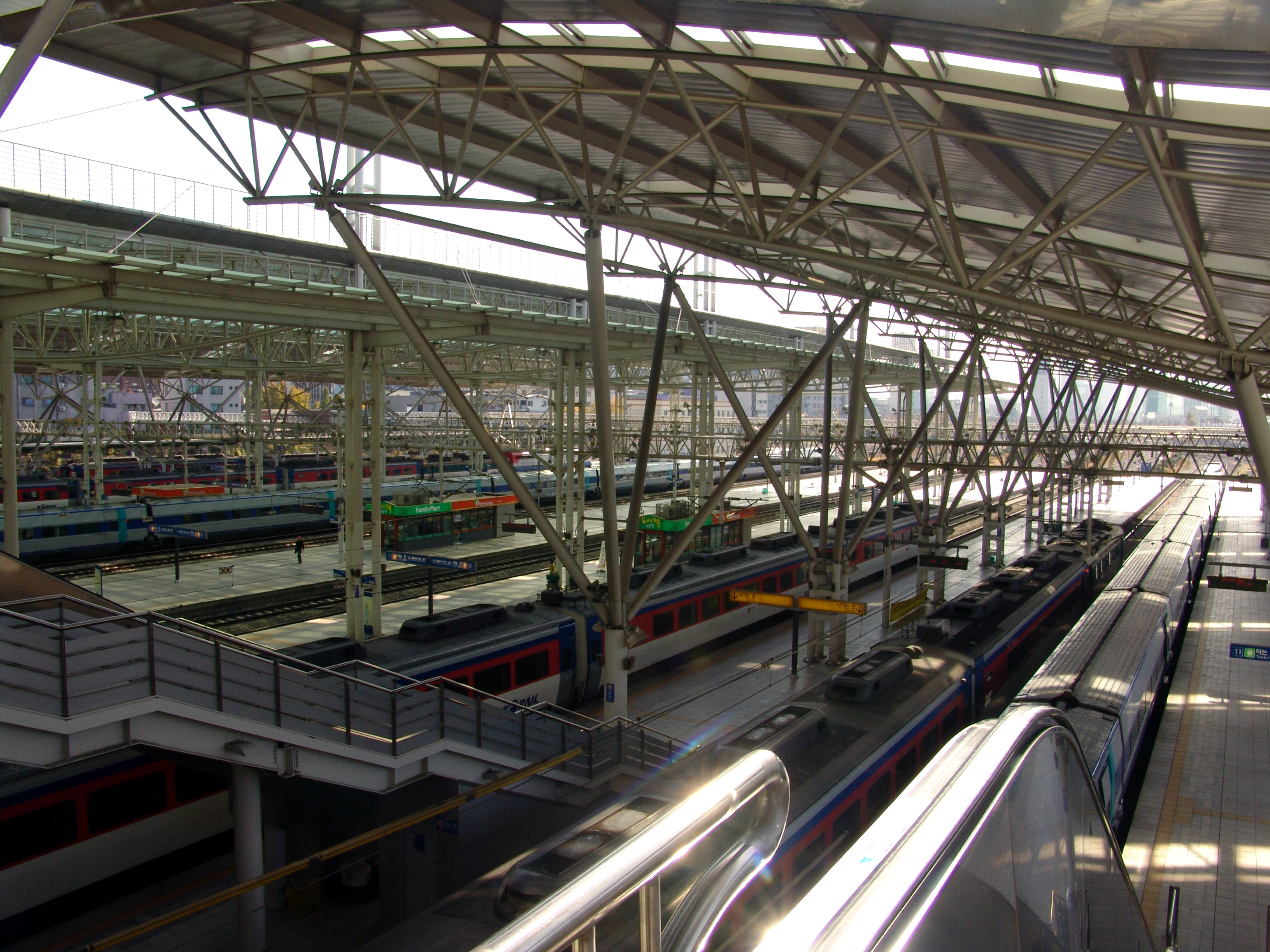
서울역의 승강장
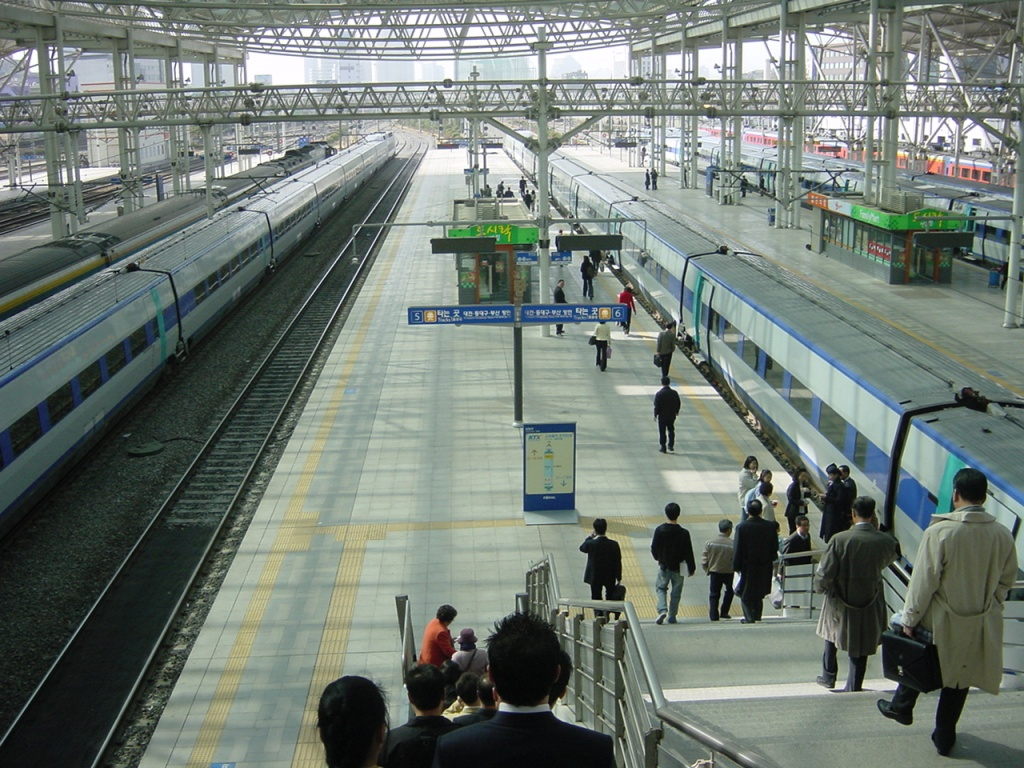
서울역의 승강장
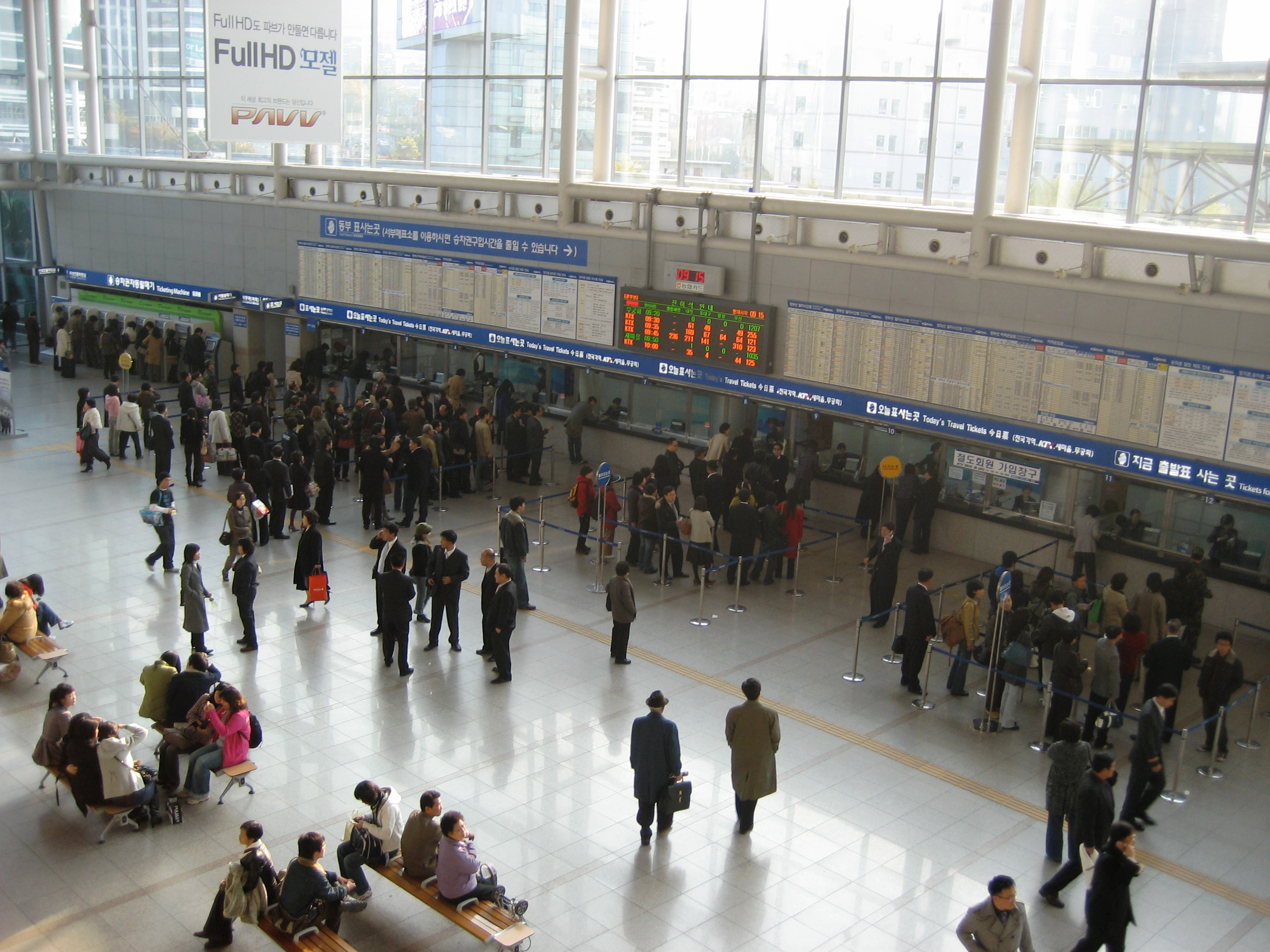
서울역 표 사는 곳
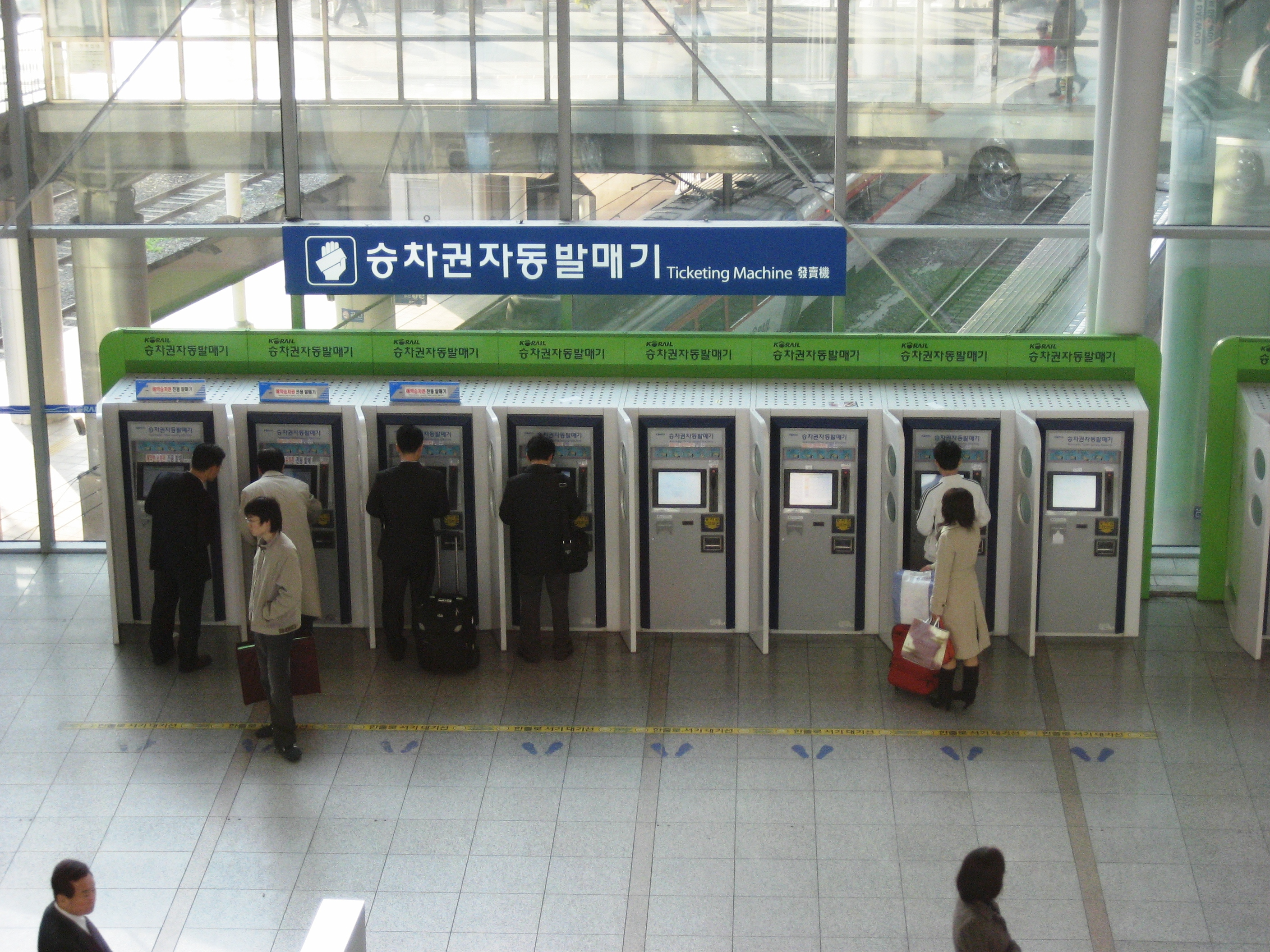
승차권 자동 발매기
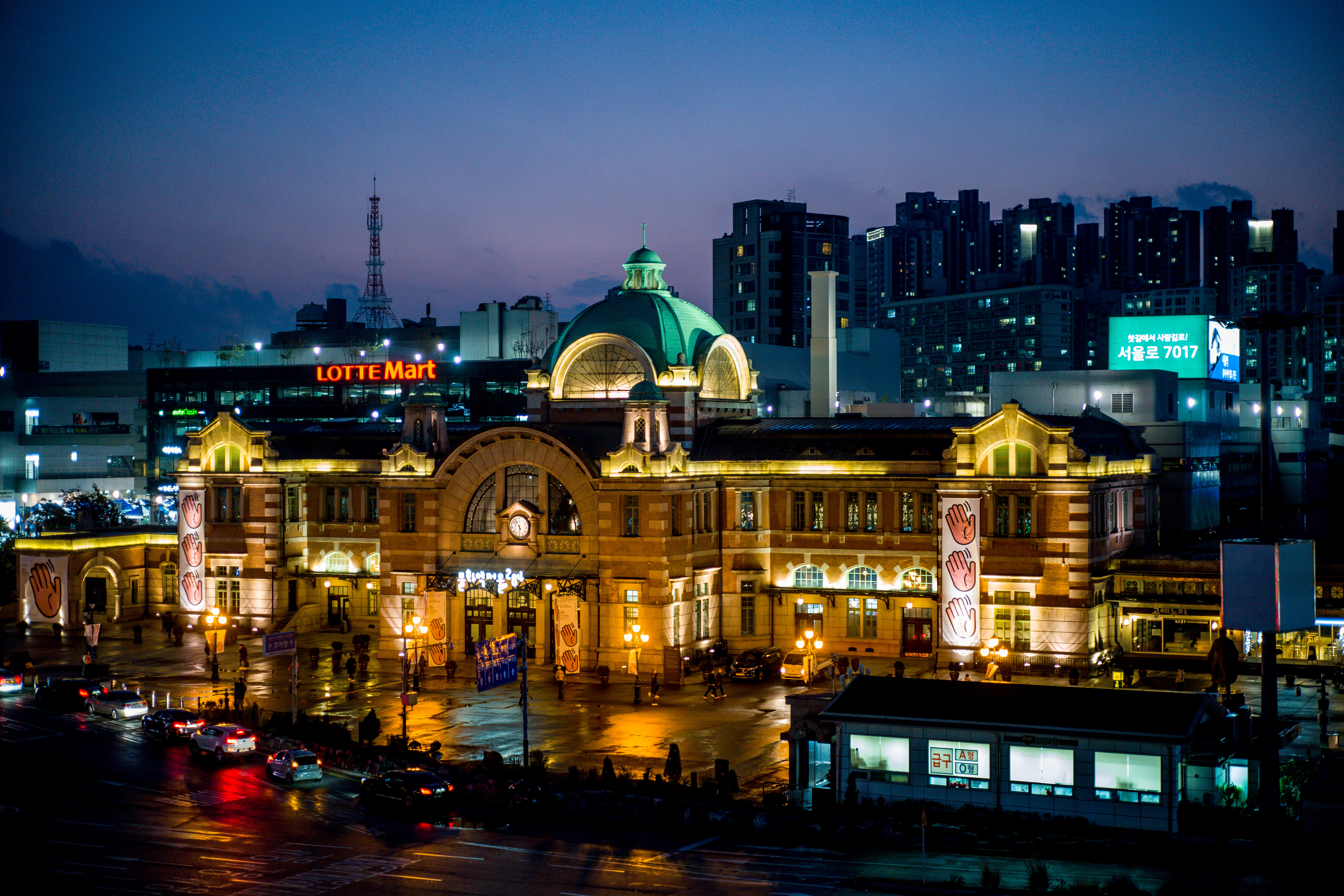
옛 서울역 건물 야경
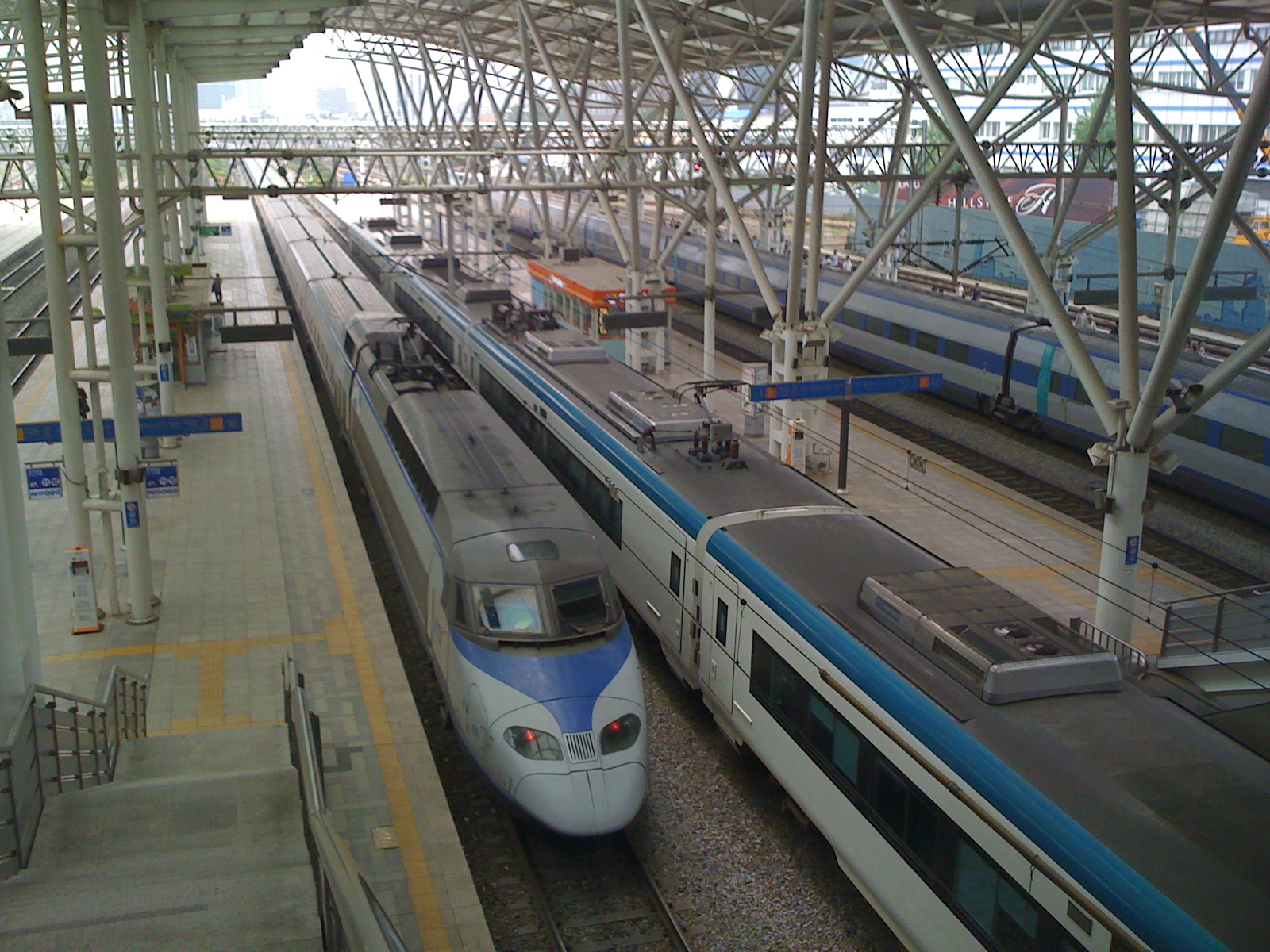
KTX 타는 곳
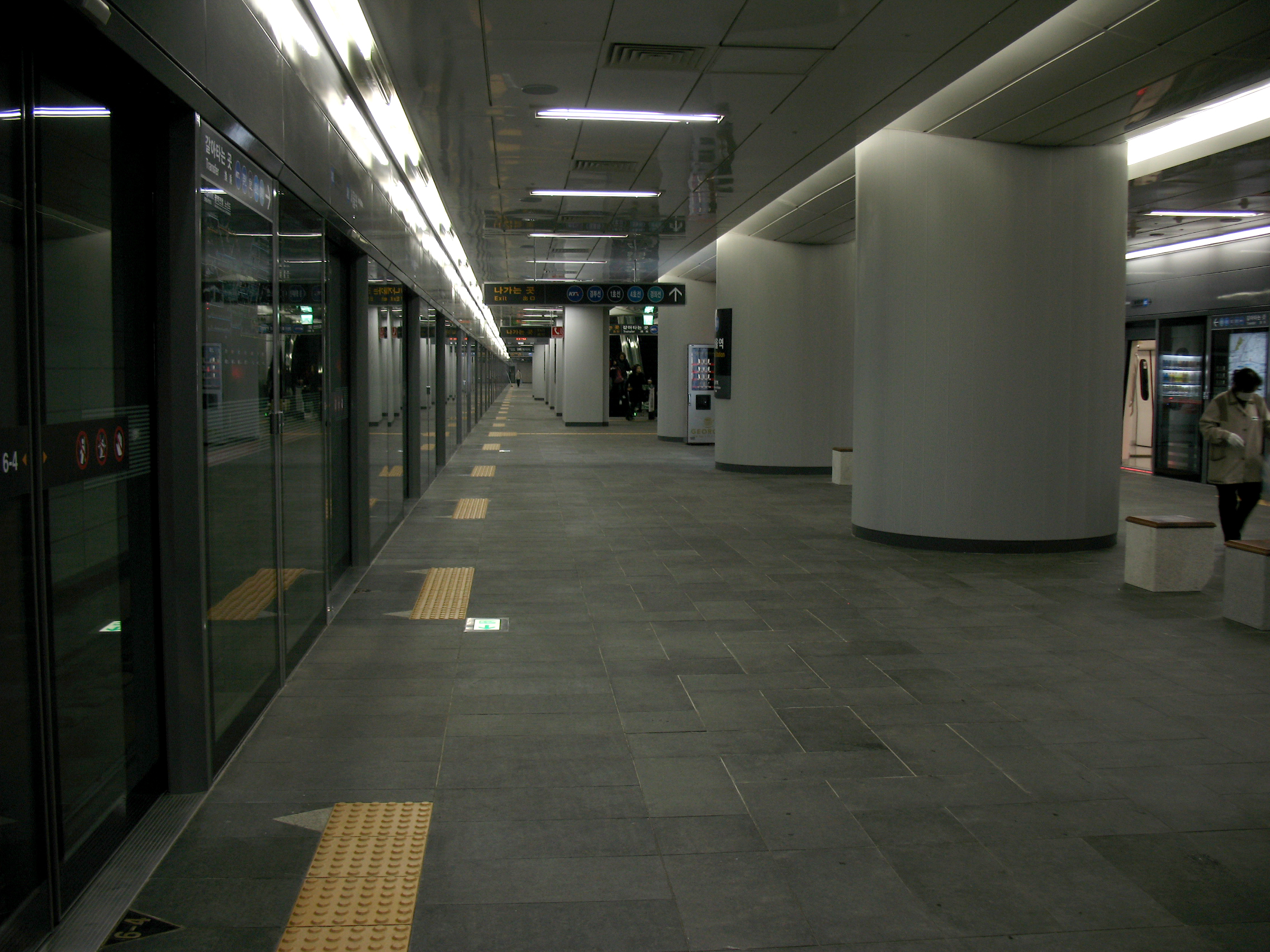
공항철도 일반 열차 승강장
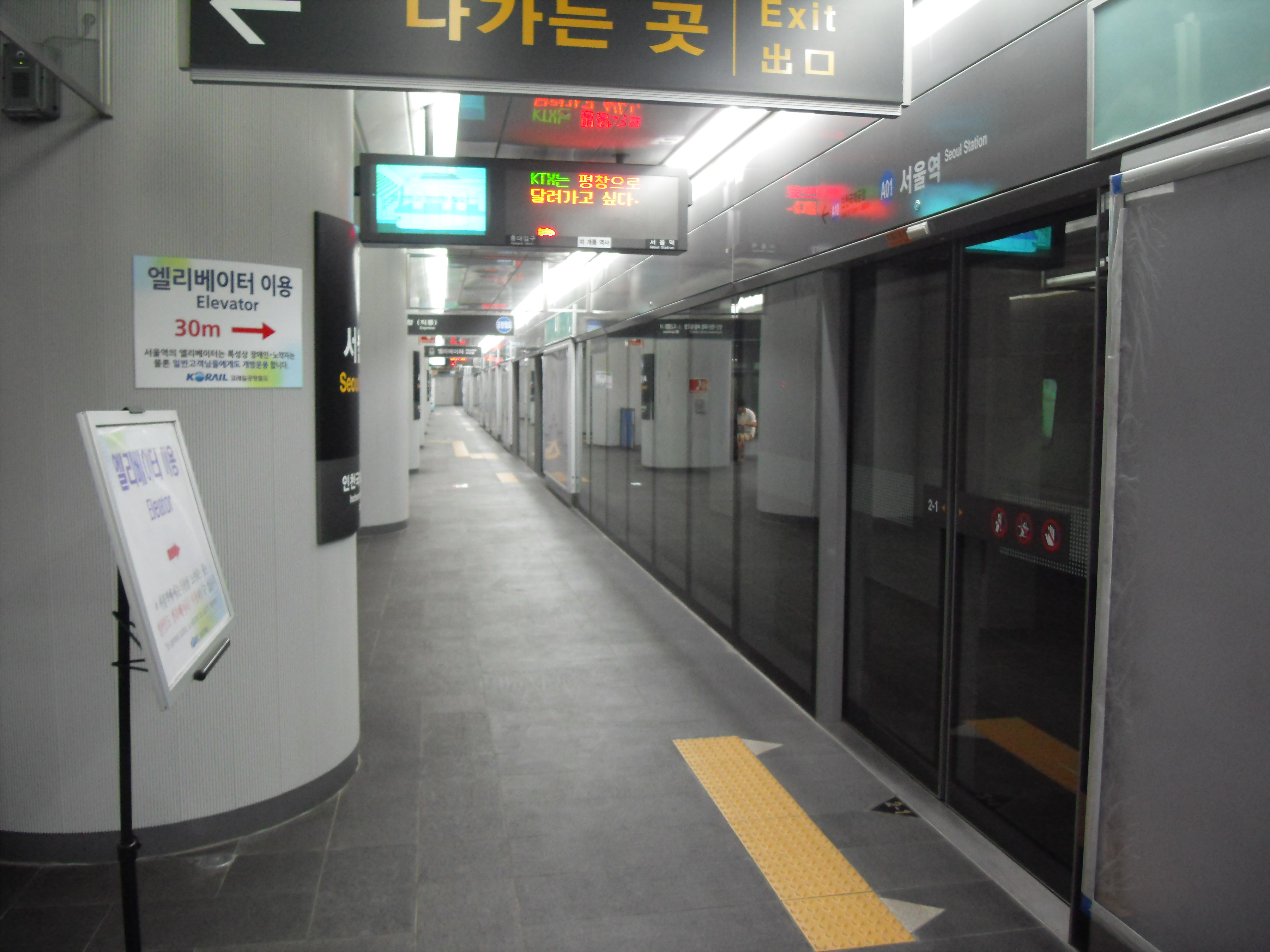
공항철도 직통 열차 승강장
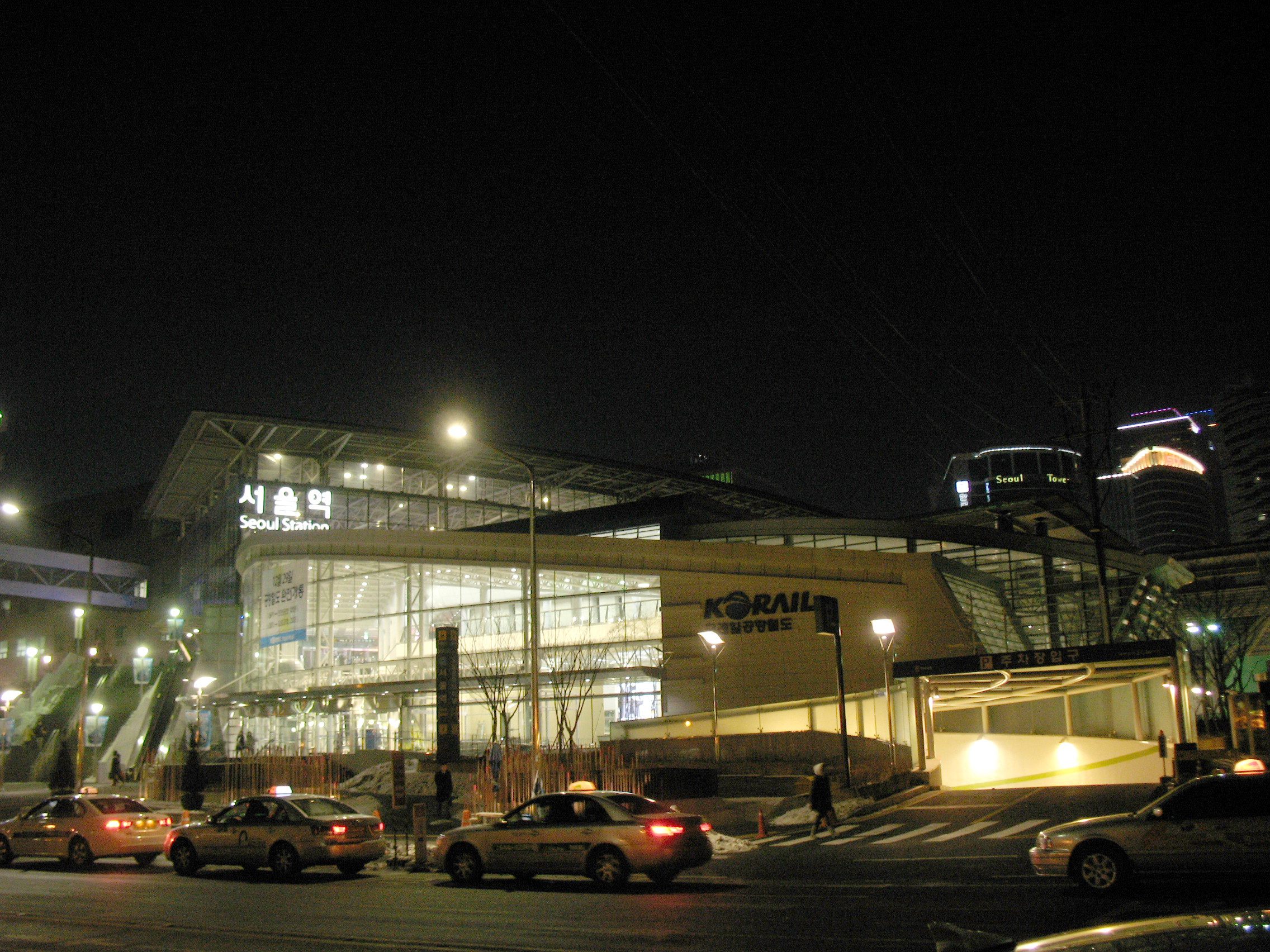
공항철도 역사 야경
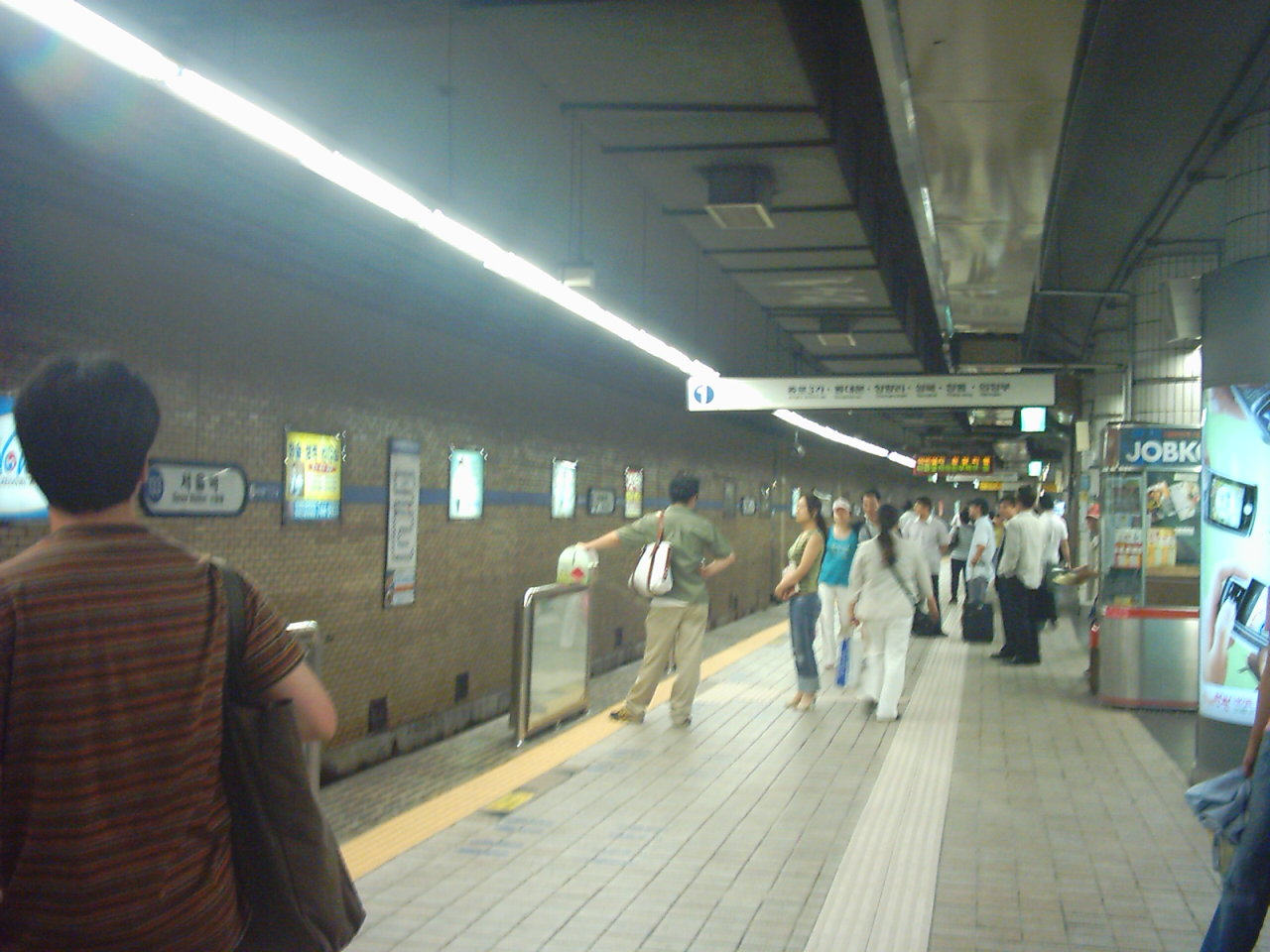
1호선 승강장 (스크린도어 설치 전)
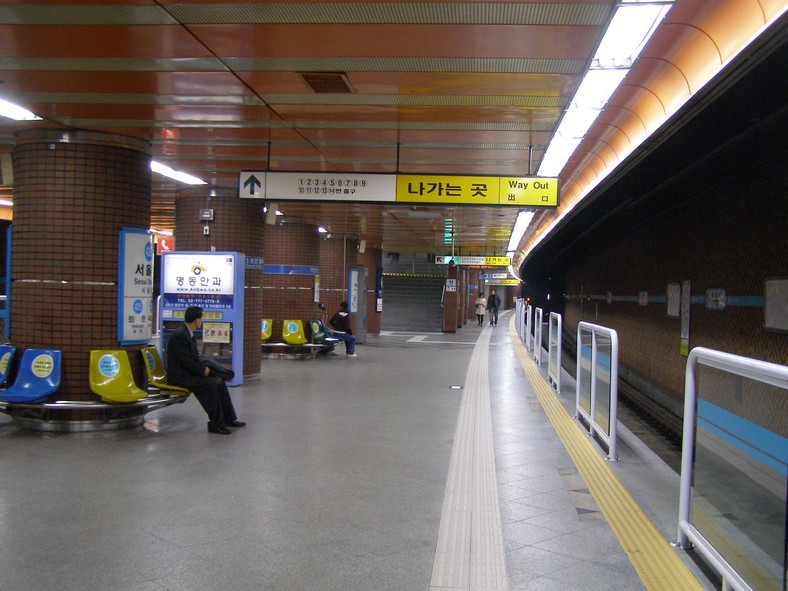
4호선 승강장 (스크린도어 설치 전)
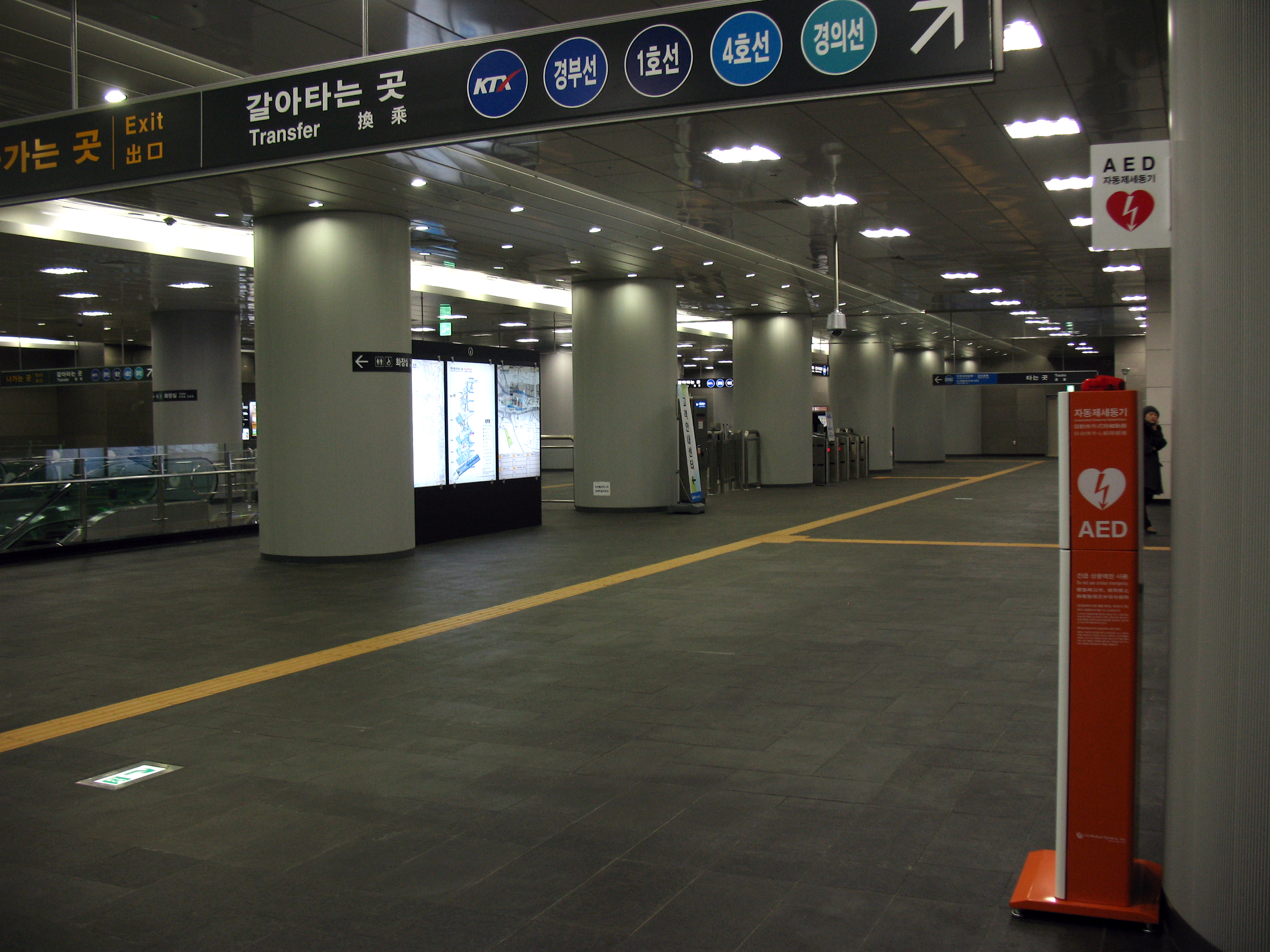
공항철도 개찰구(지하 3층)
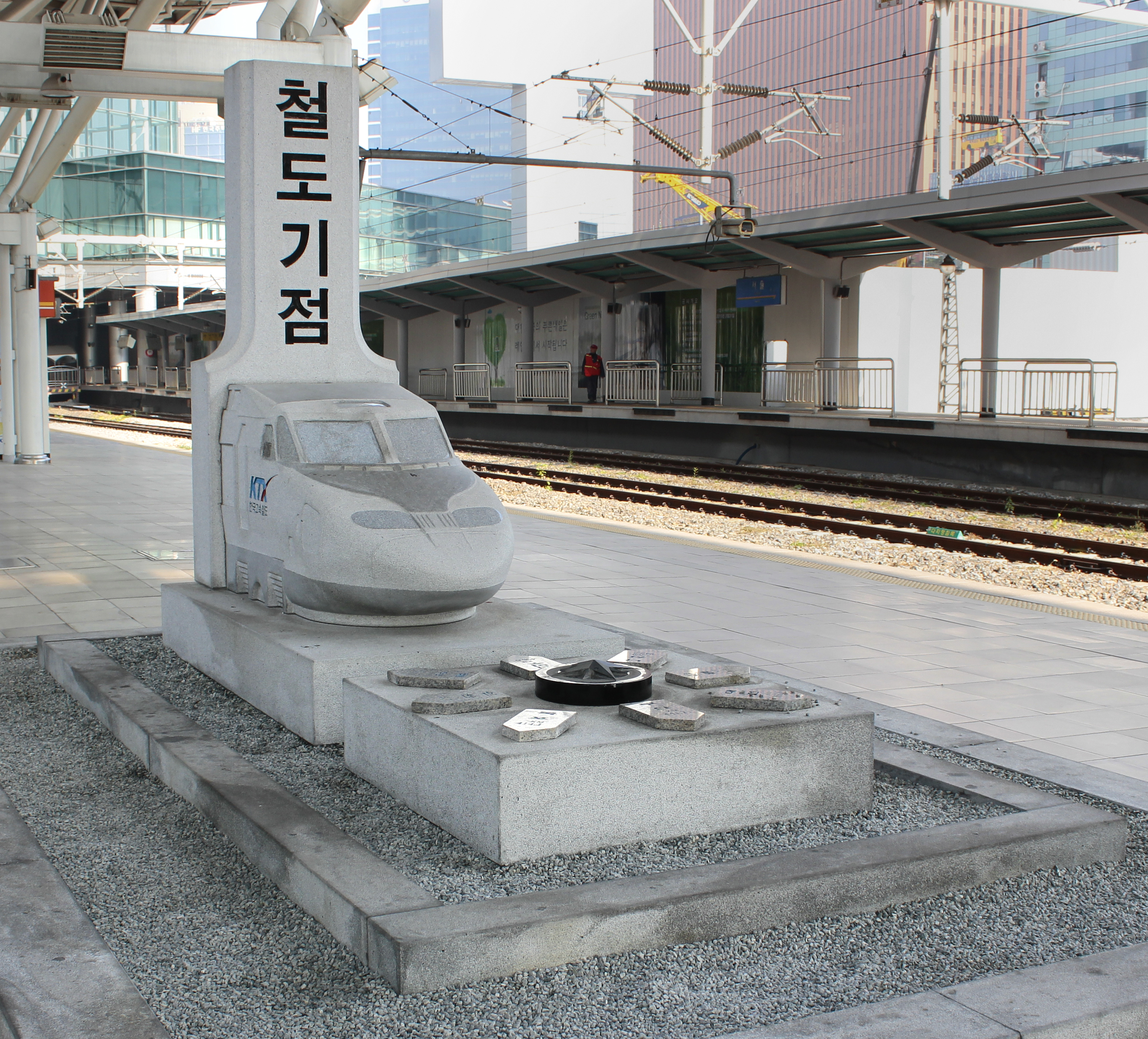
3~4번 승강장에 있는 철도기점
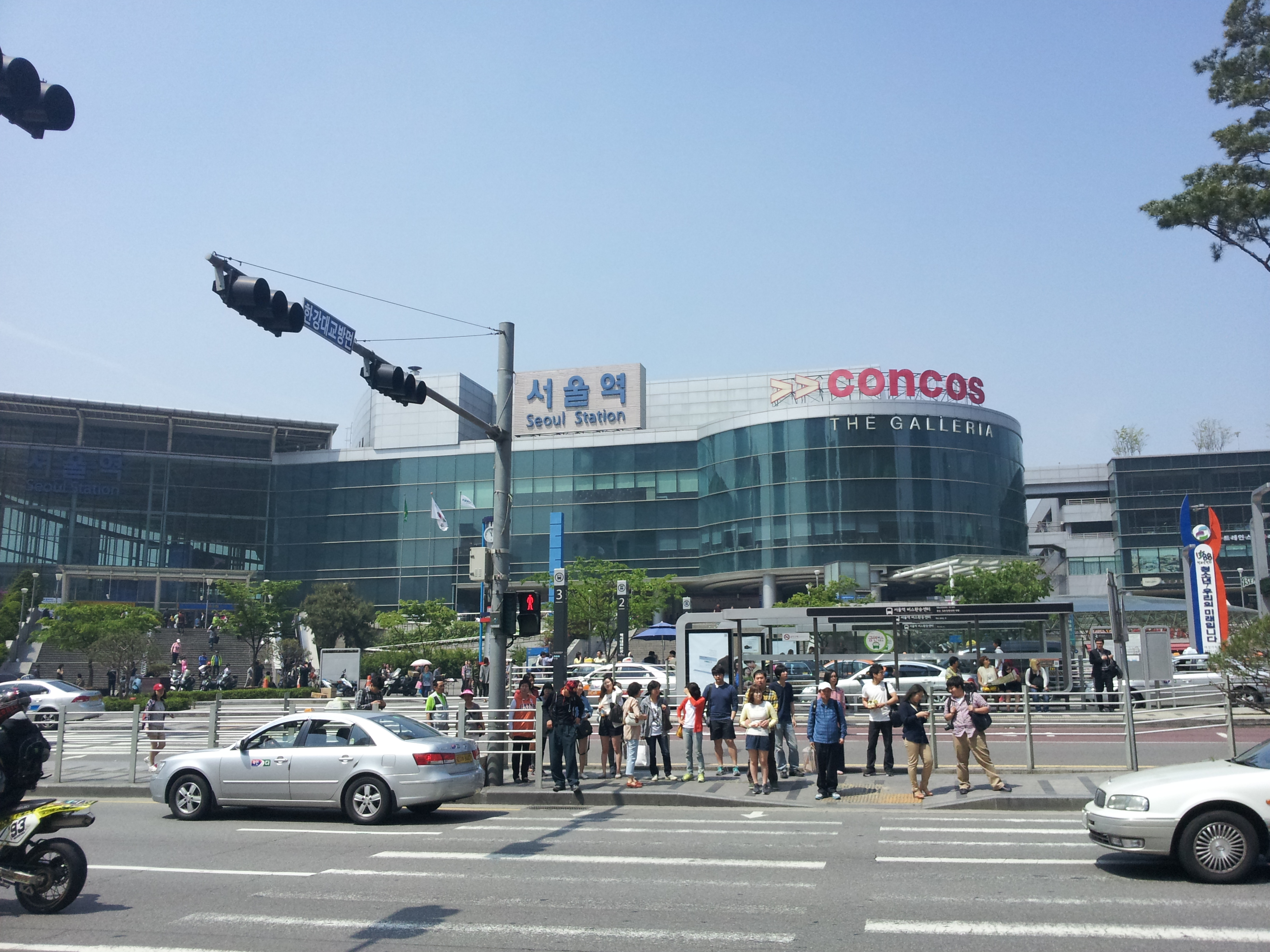
2012년의 서울역
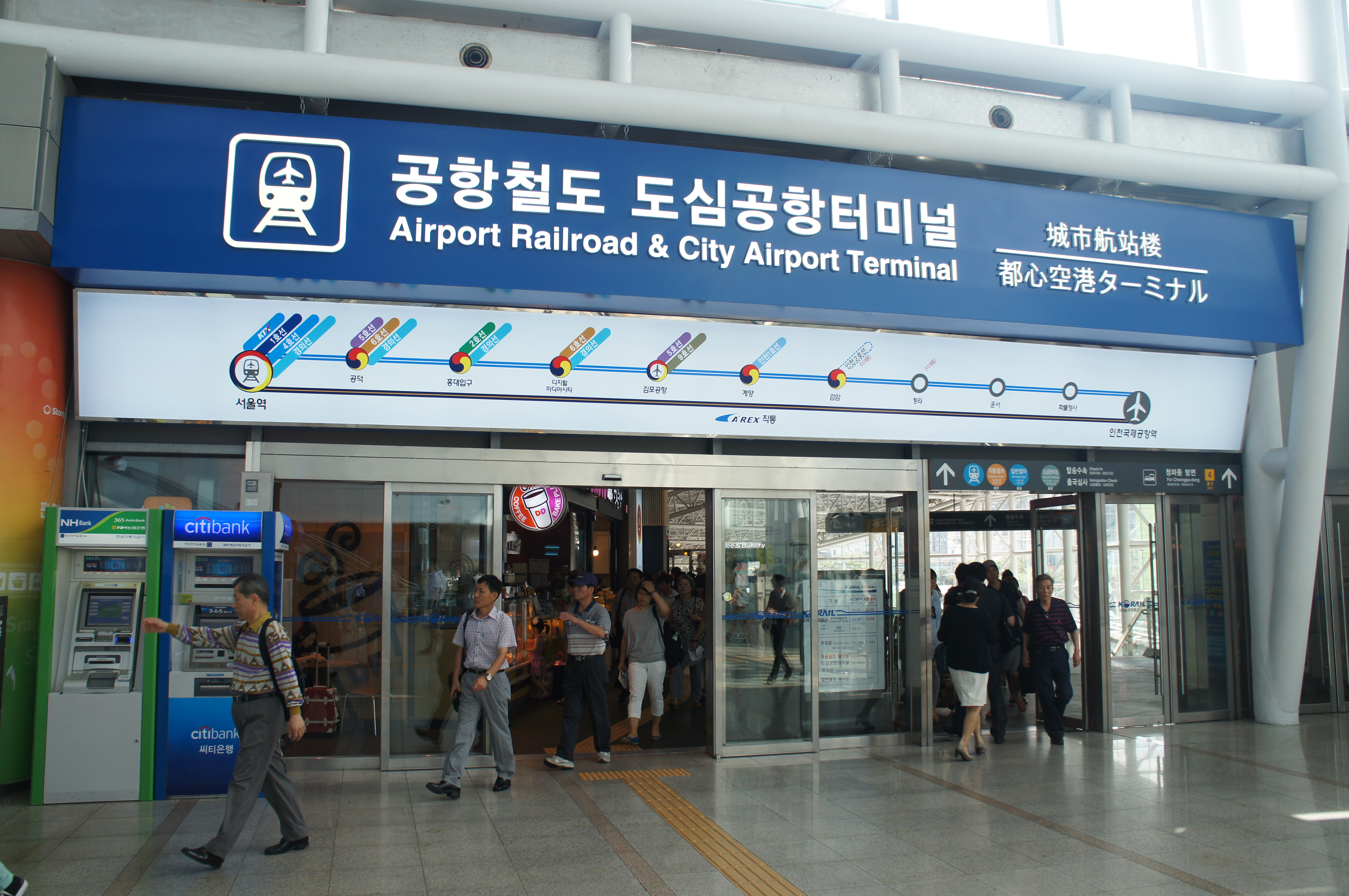
서울역 대합실 공항철도 역사간 출입구
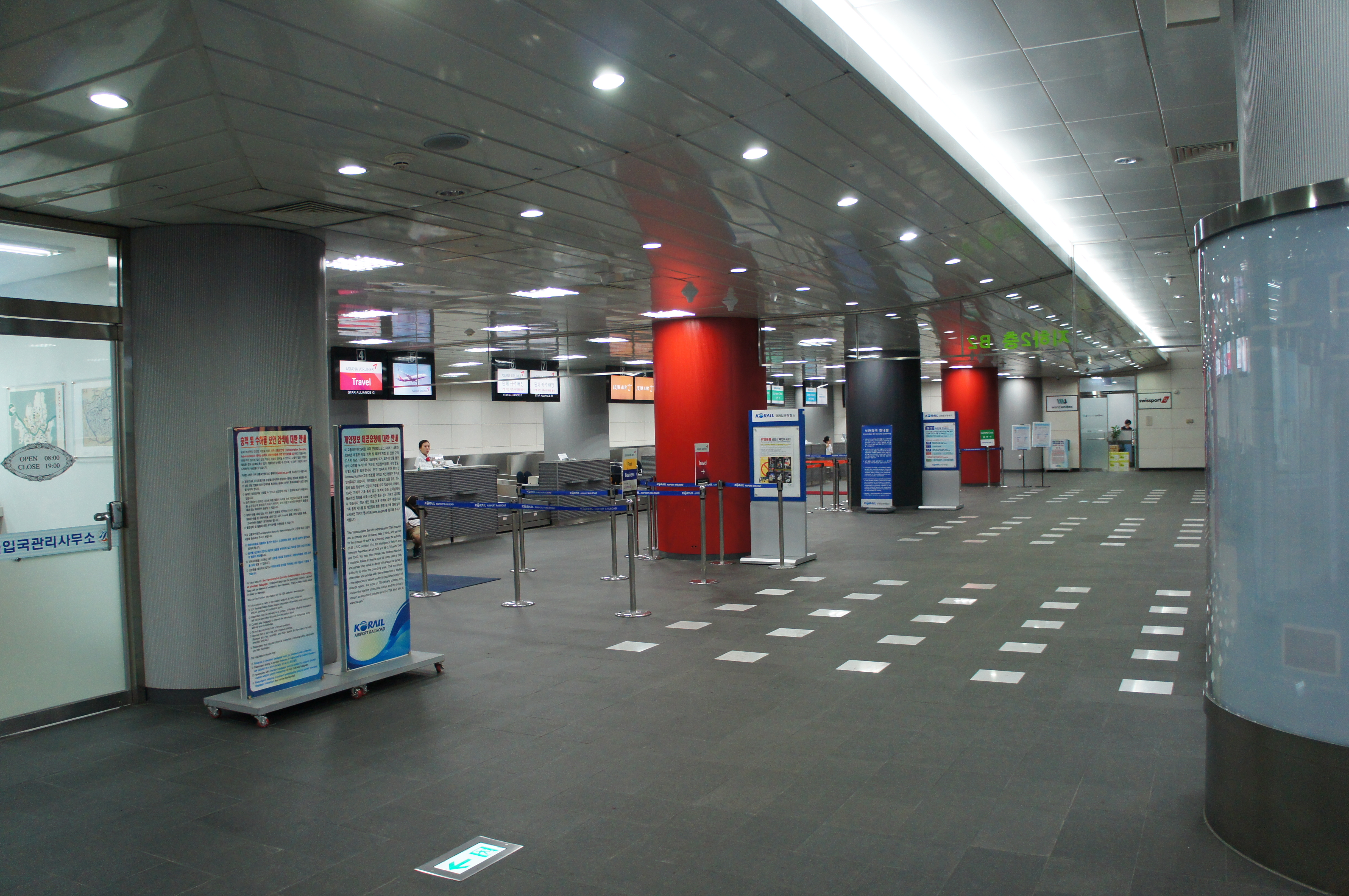
인천국제공항 도심공항터미널
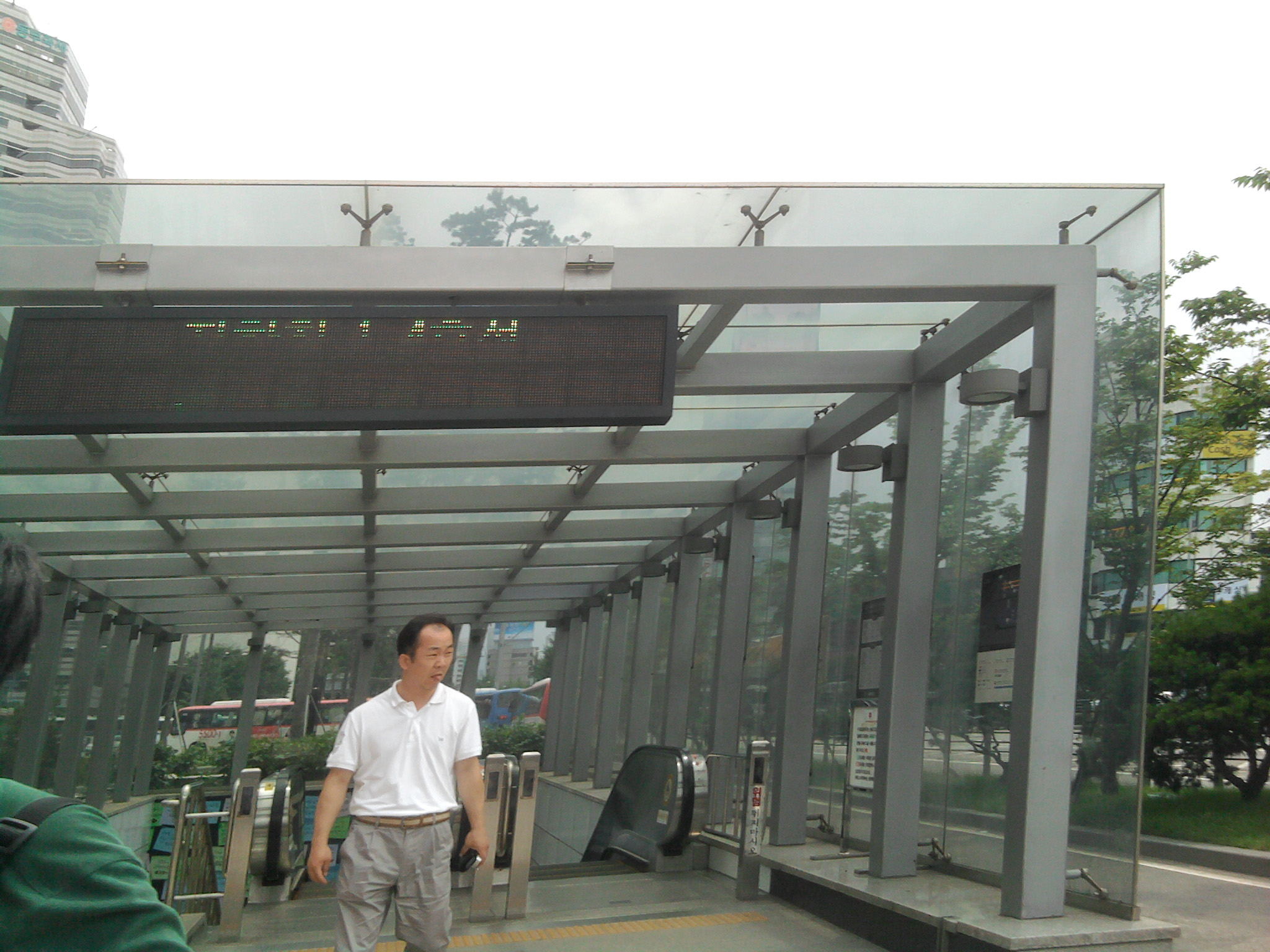
서울역 버스 환승센터 방향 9-1번 출구
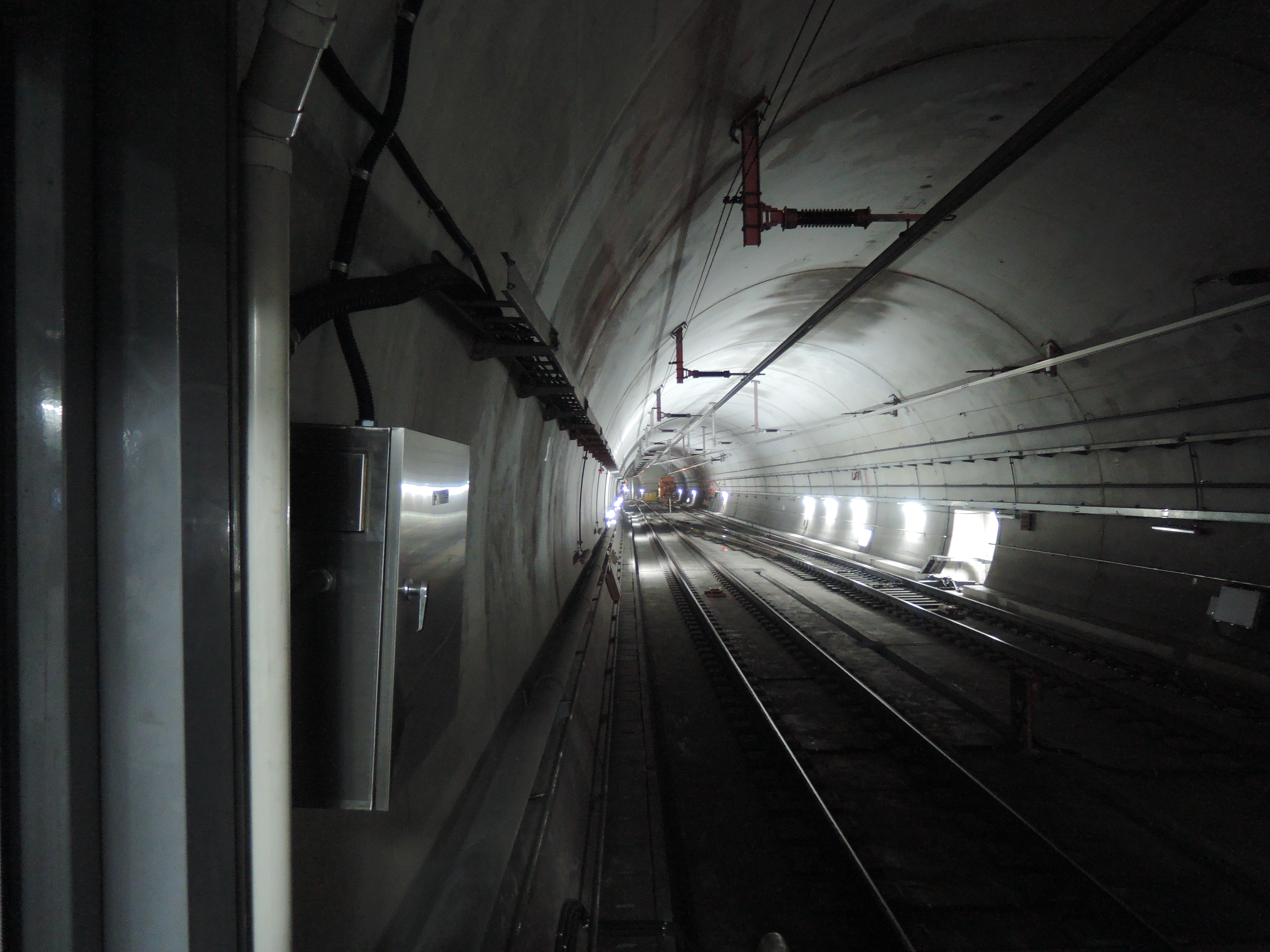
공항철도 회차로와 전차선
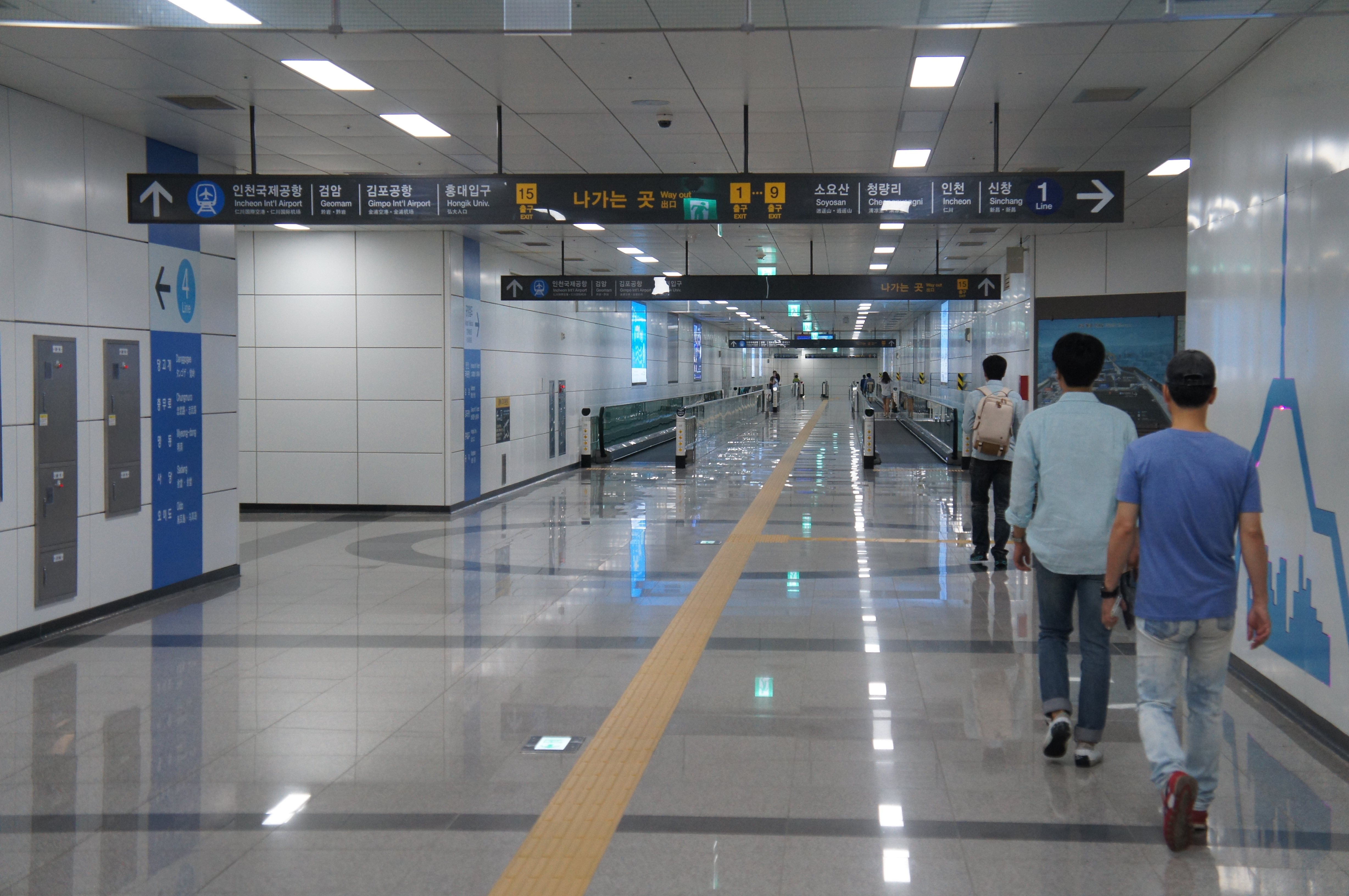
서울역 1·4호선-공항철도 환승통로
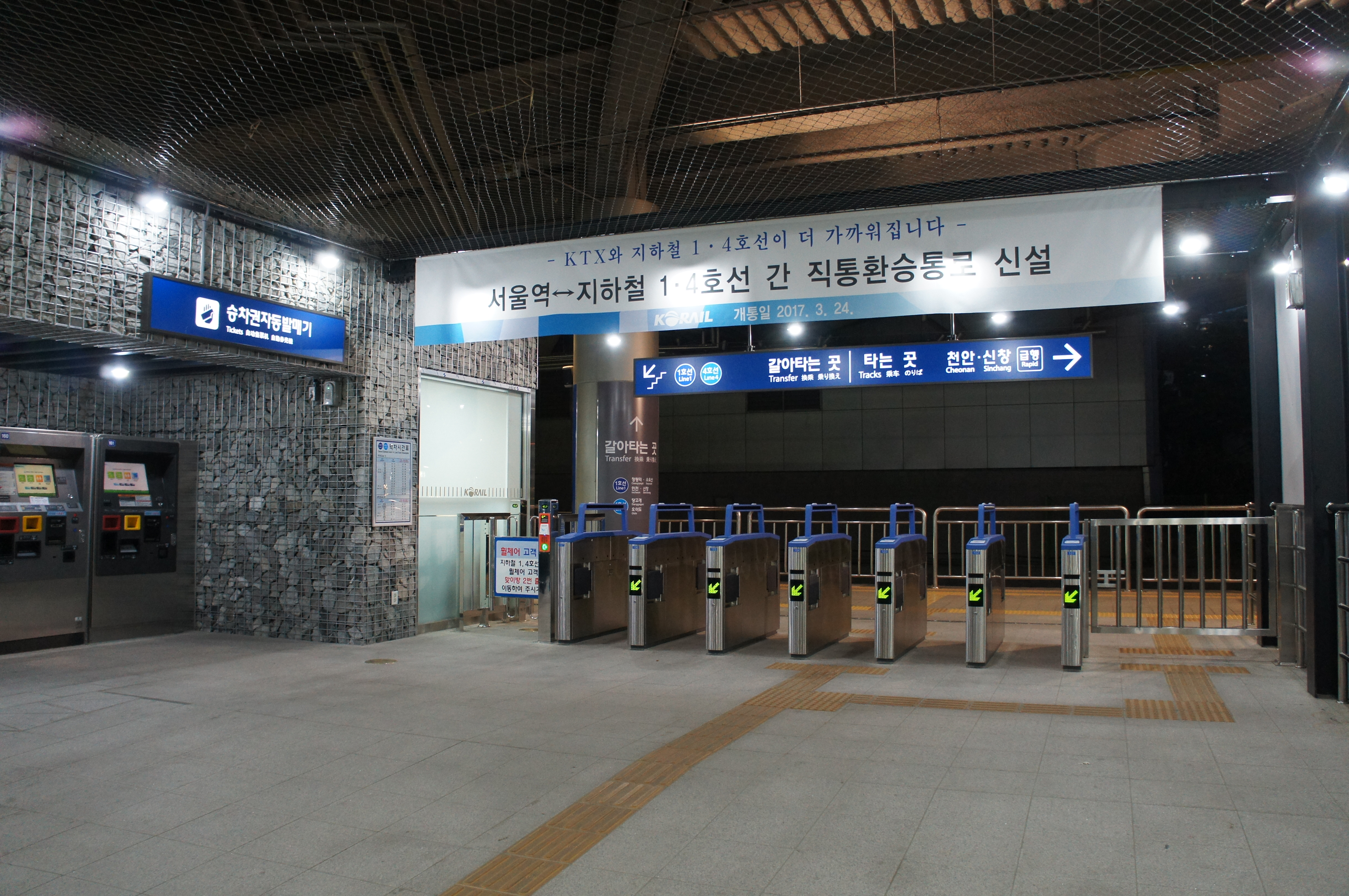
서울역 지하철-지상역사 직통 개찰구
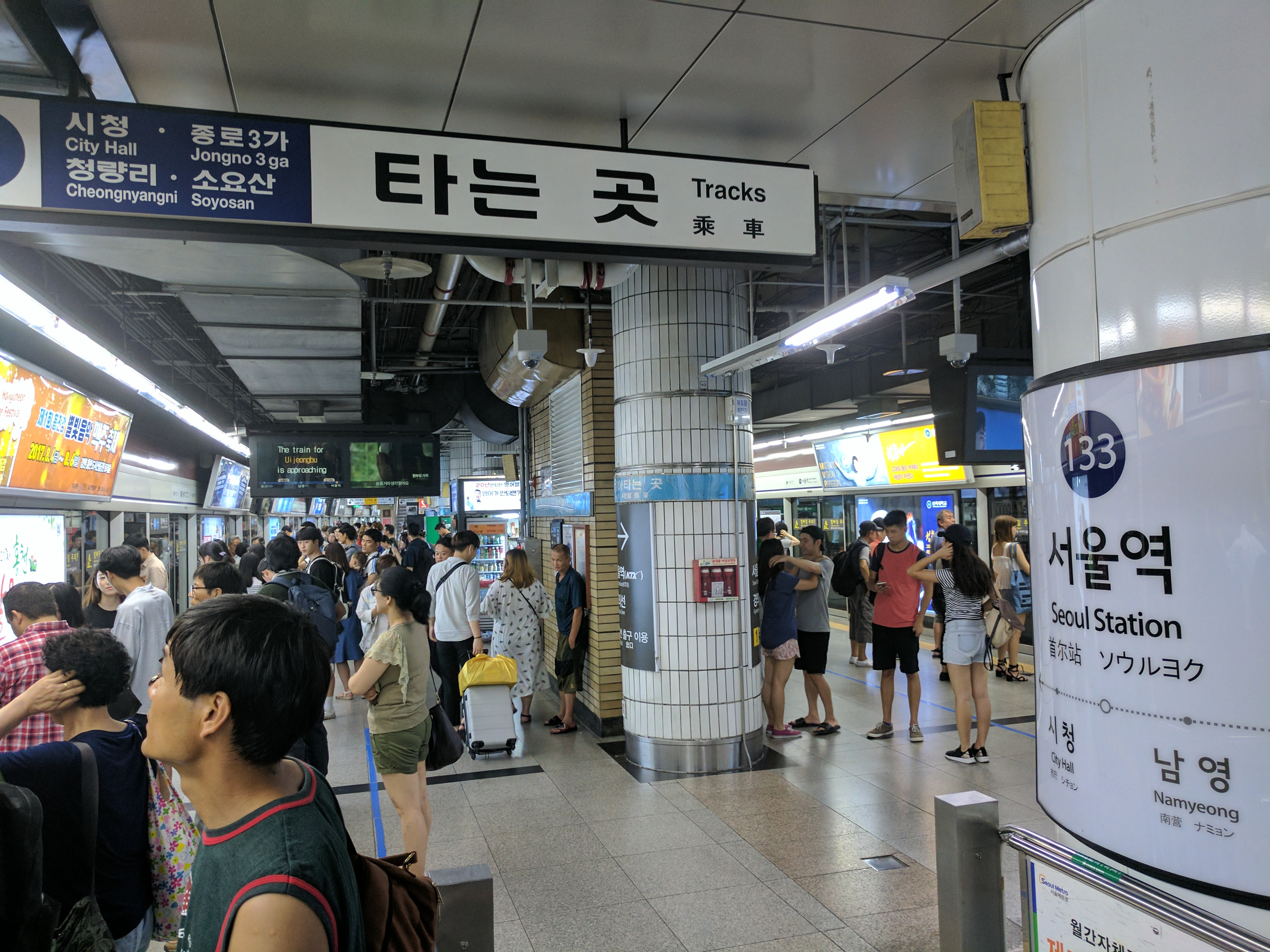
2017년 1호선 승강장
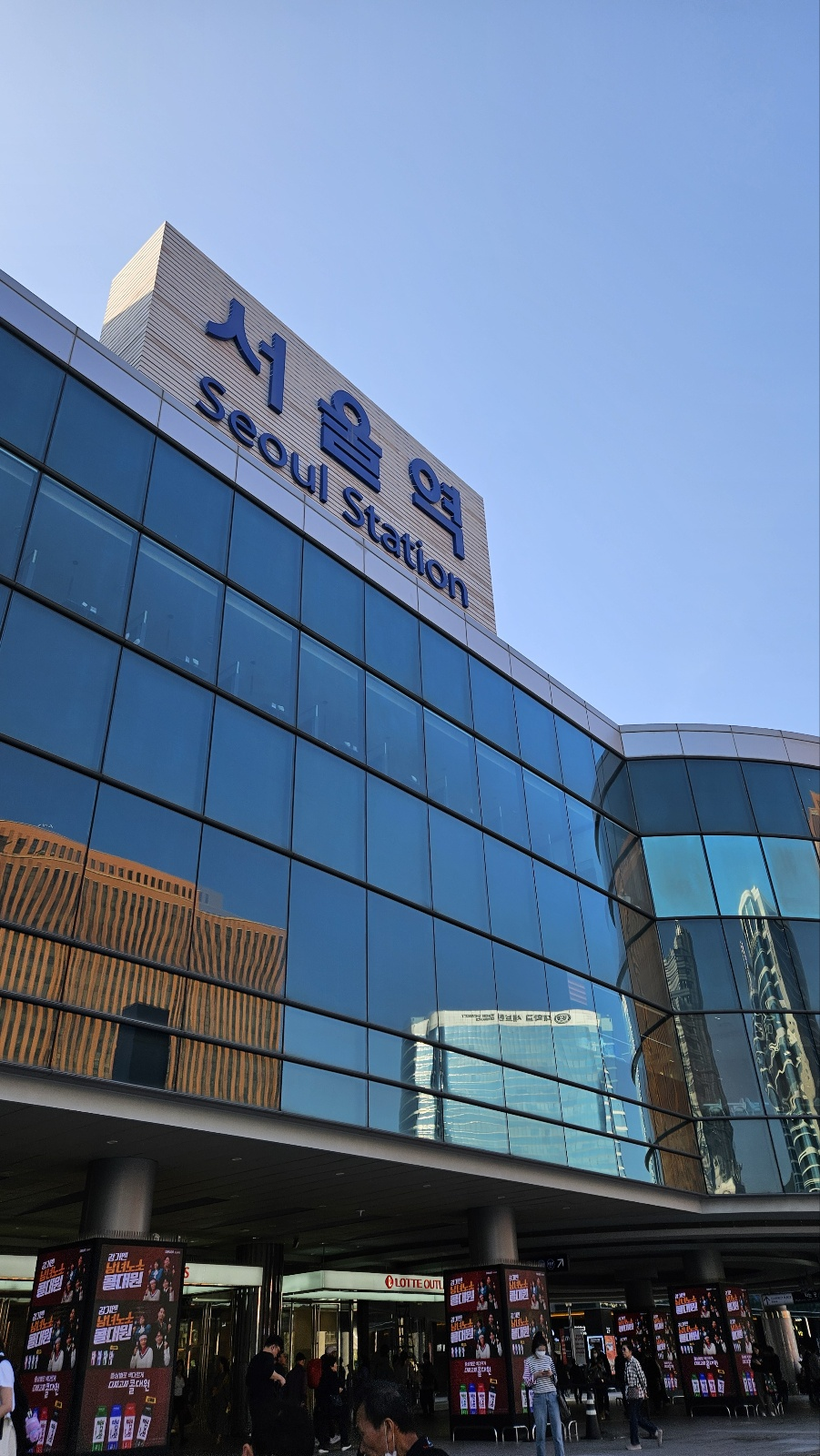
2024년 10월 서울역 간판
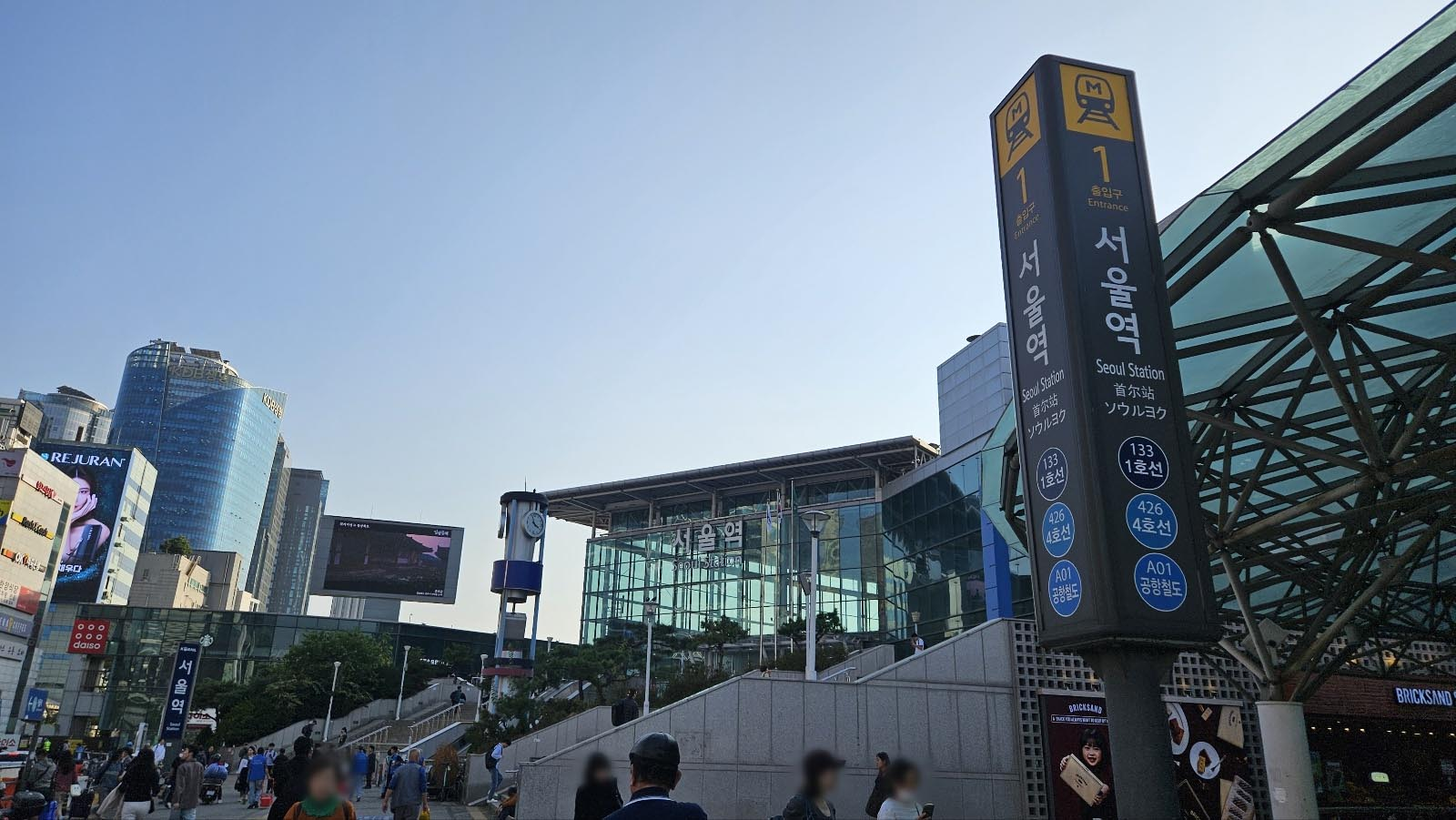
2024년 10월 전경
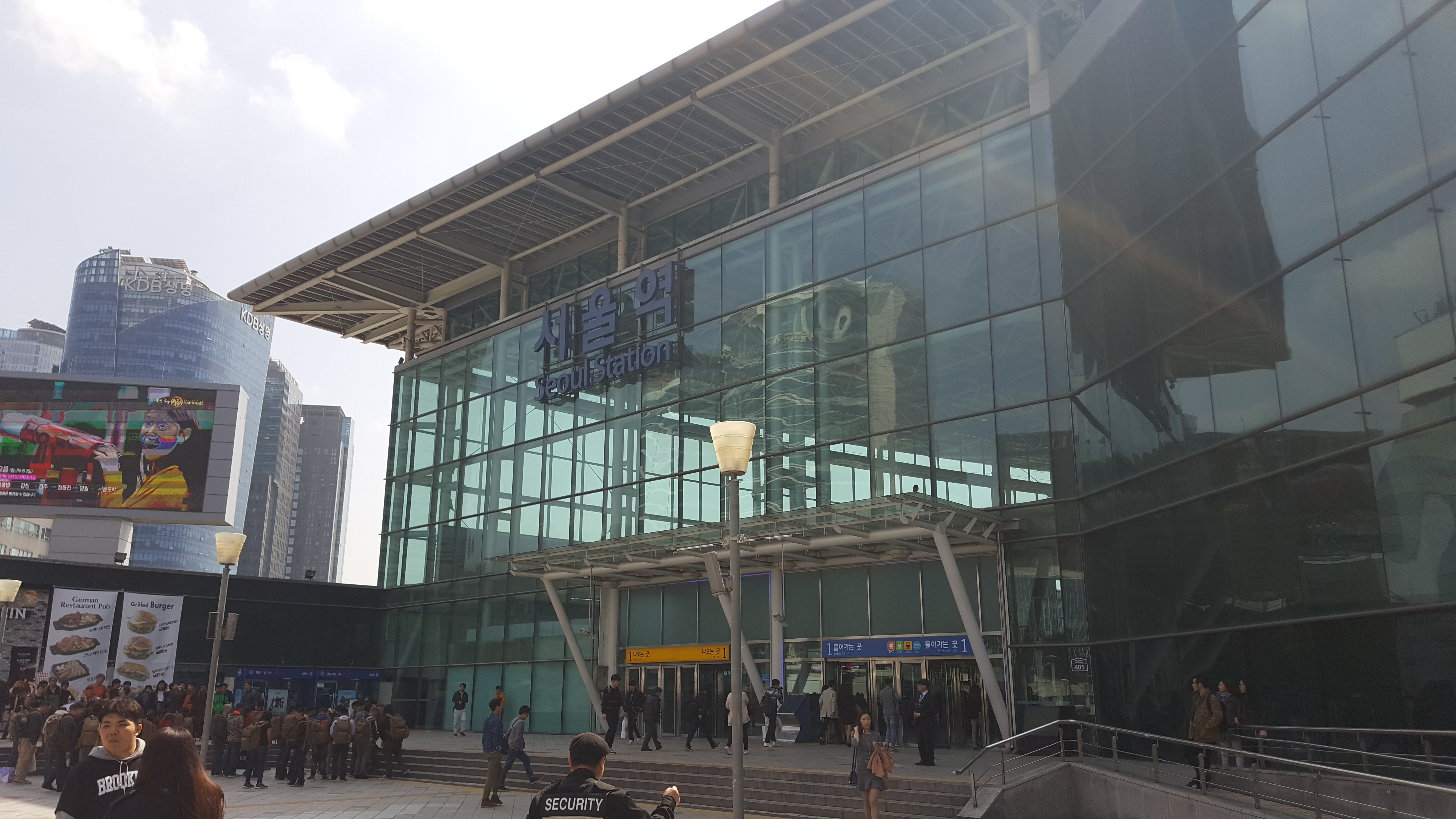
2016년 4월 서울역 출입구
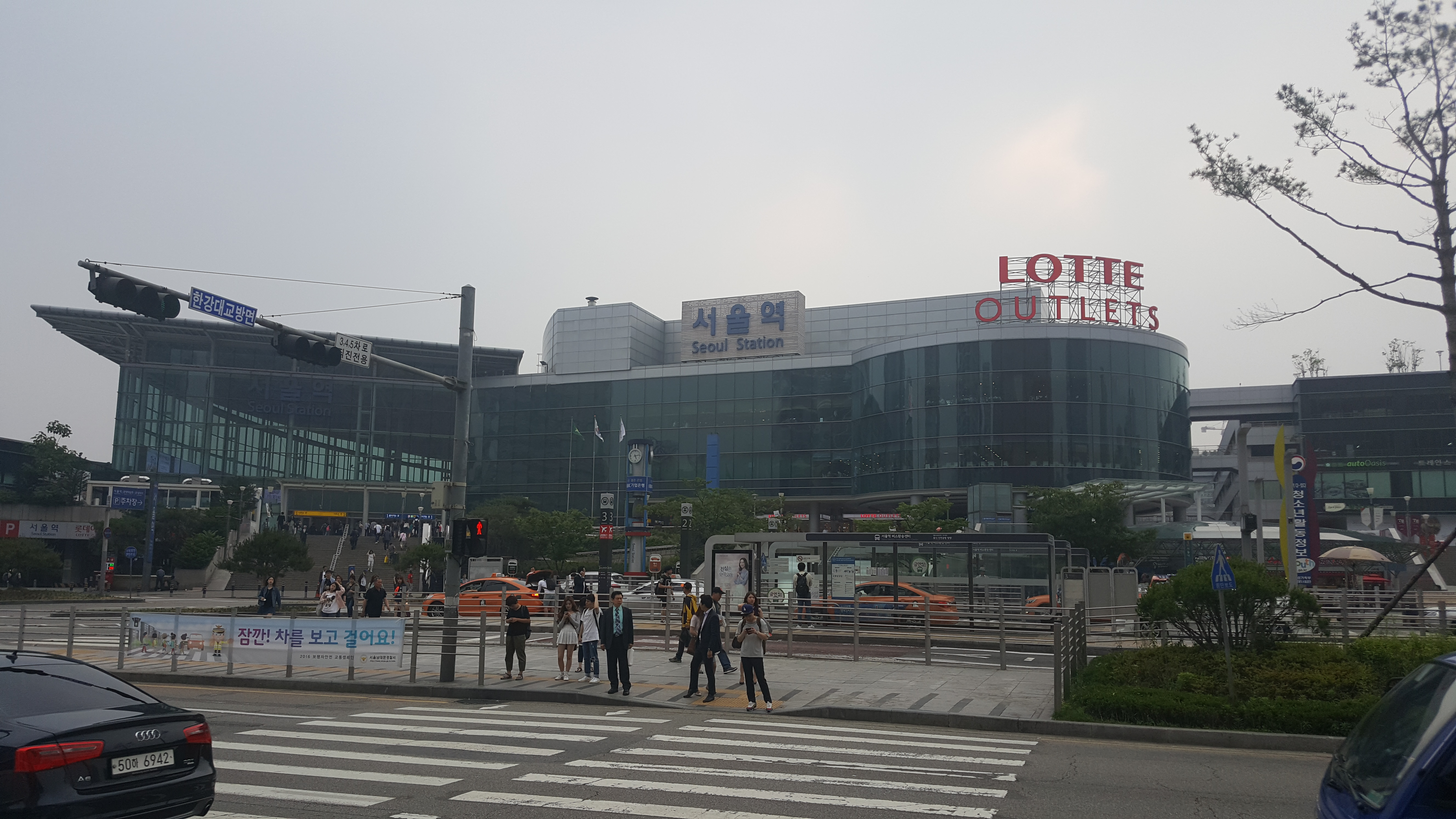
2016년 5월 서울역. 오른쪽에 롯데아울렛이 위치해있다.
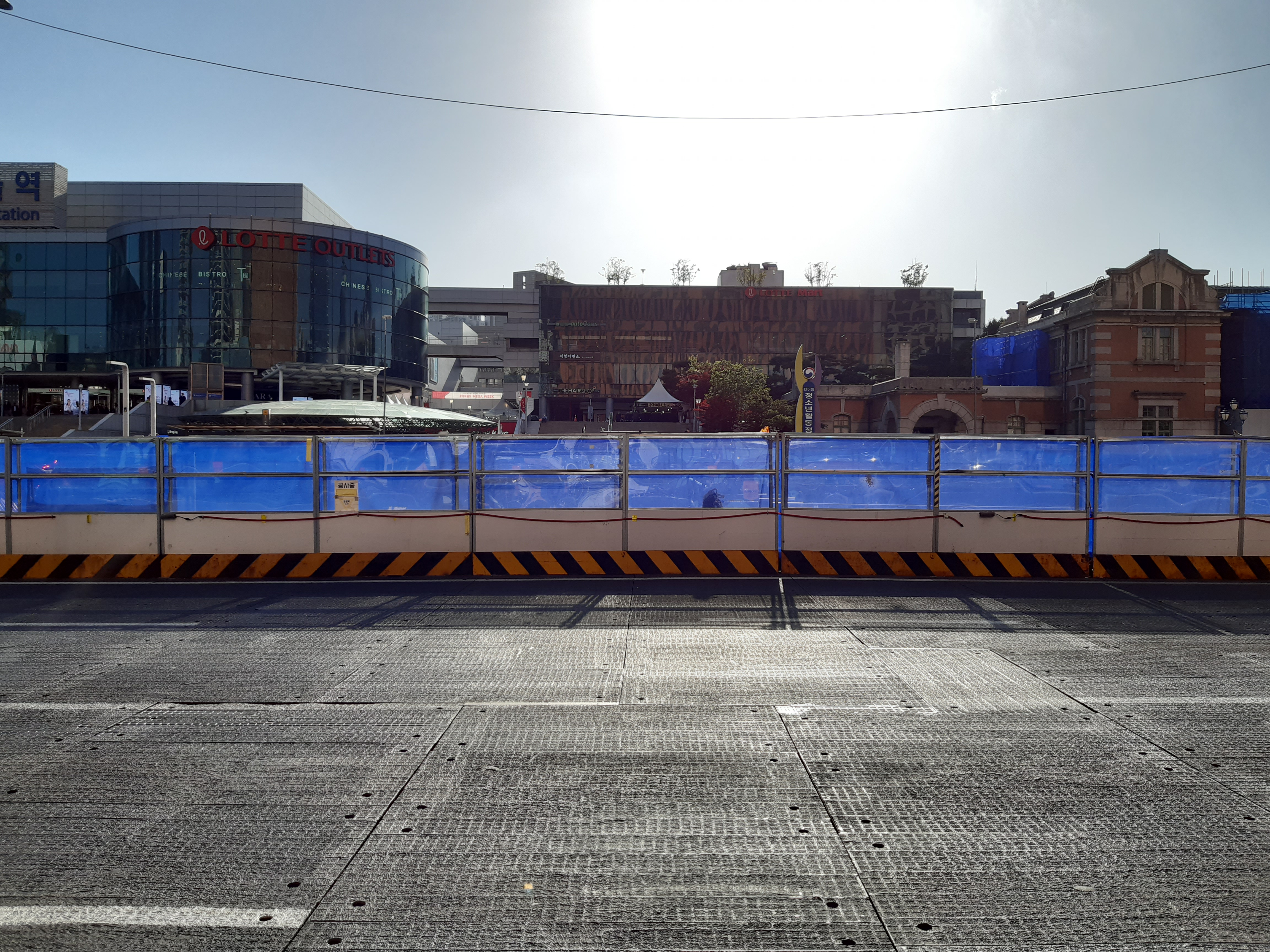
GTX-A 공사중(2021년 5월 25일)
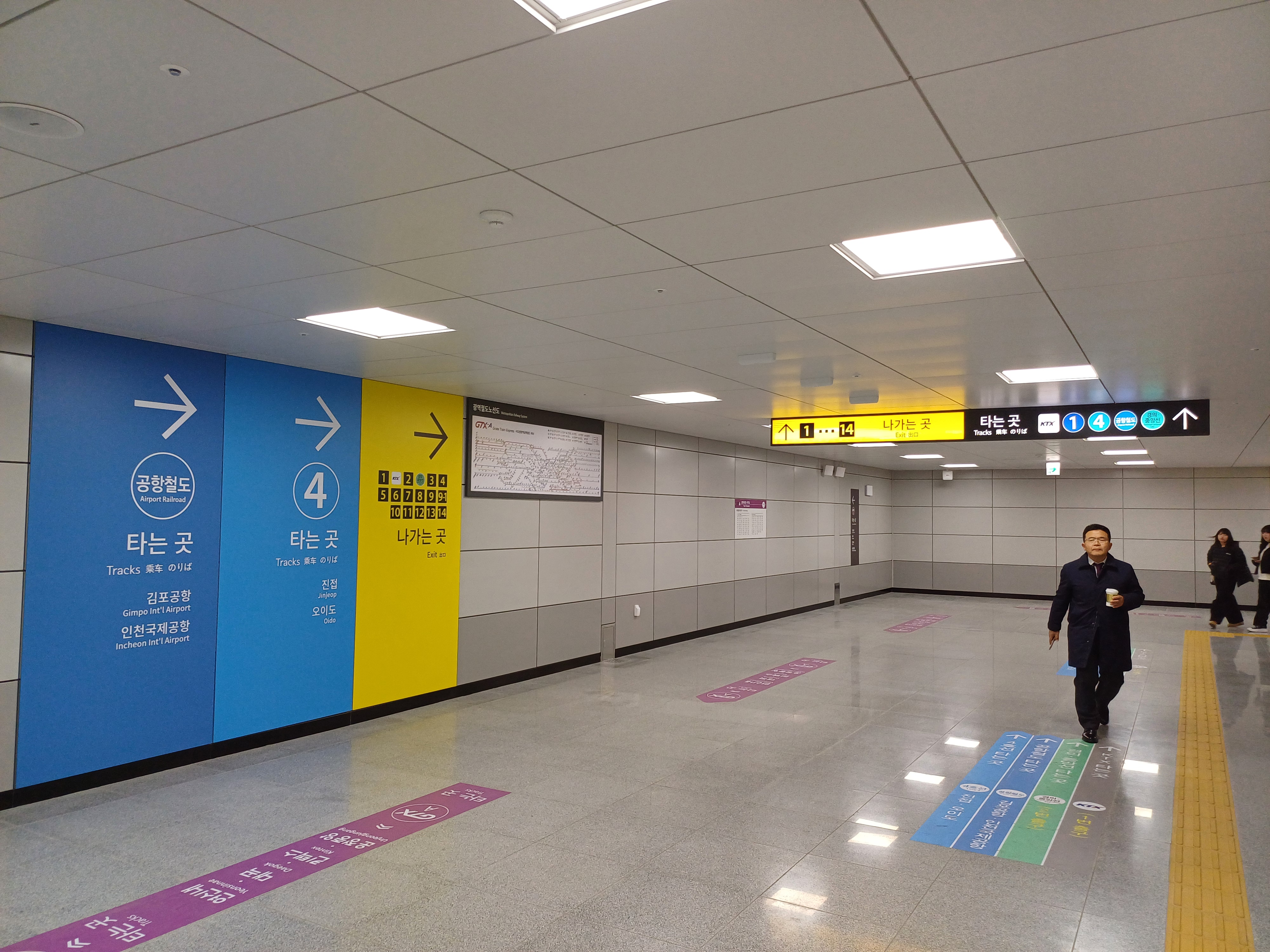
2024년 12월 30일
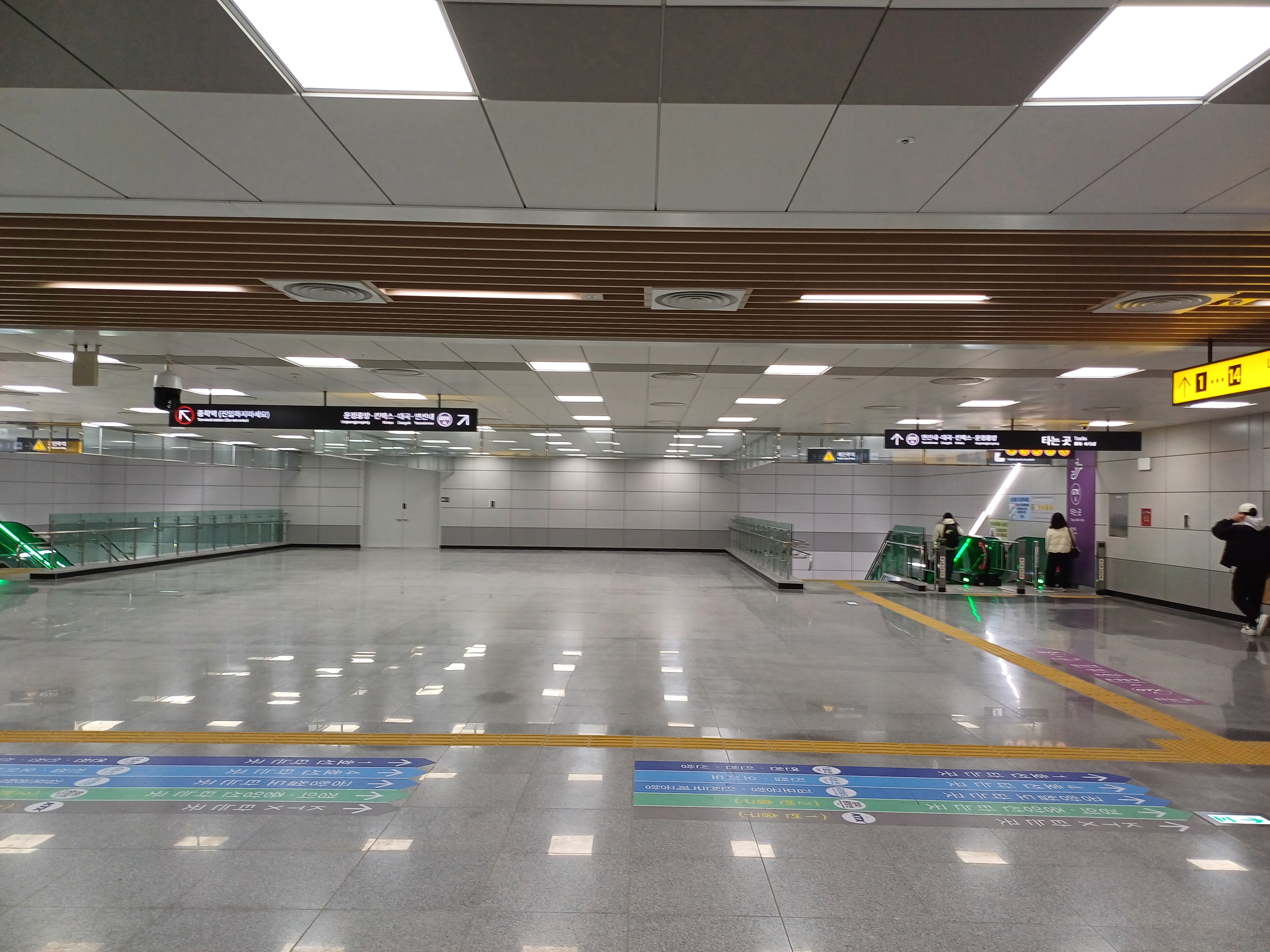
수서역 방향 미개통
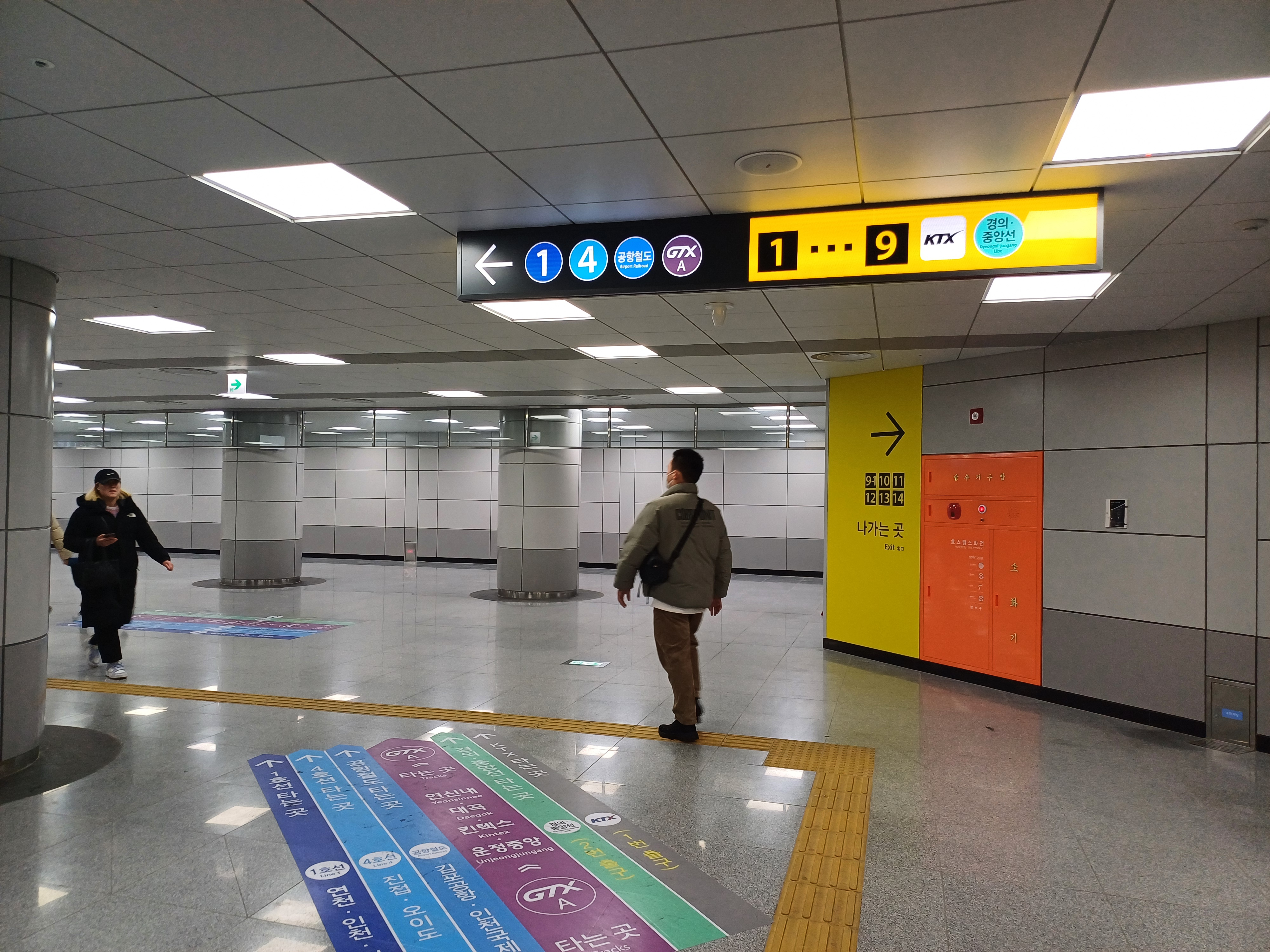
통로
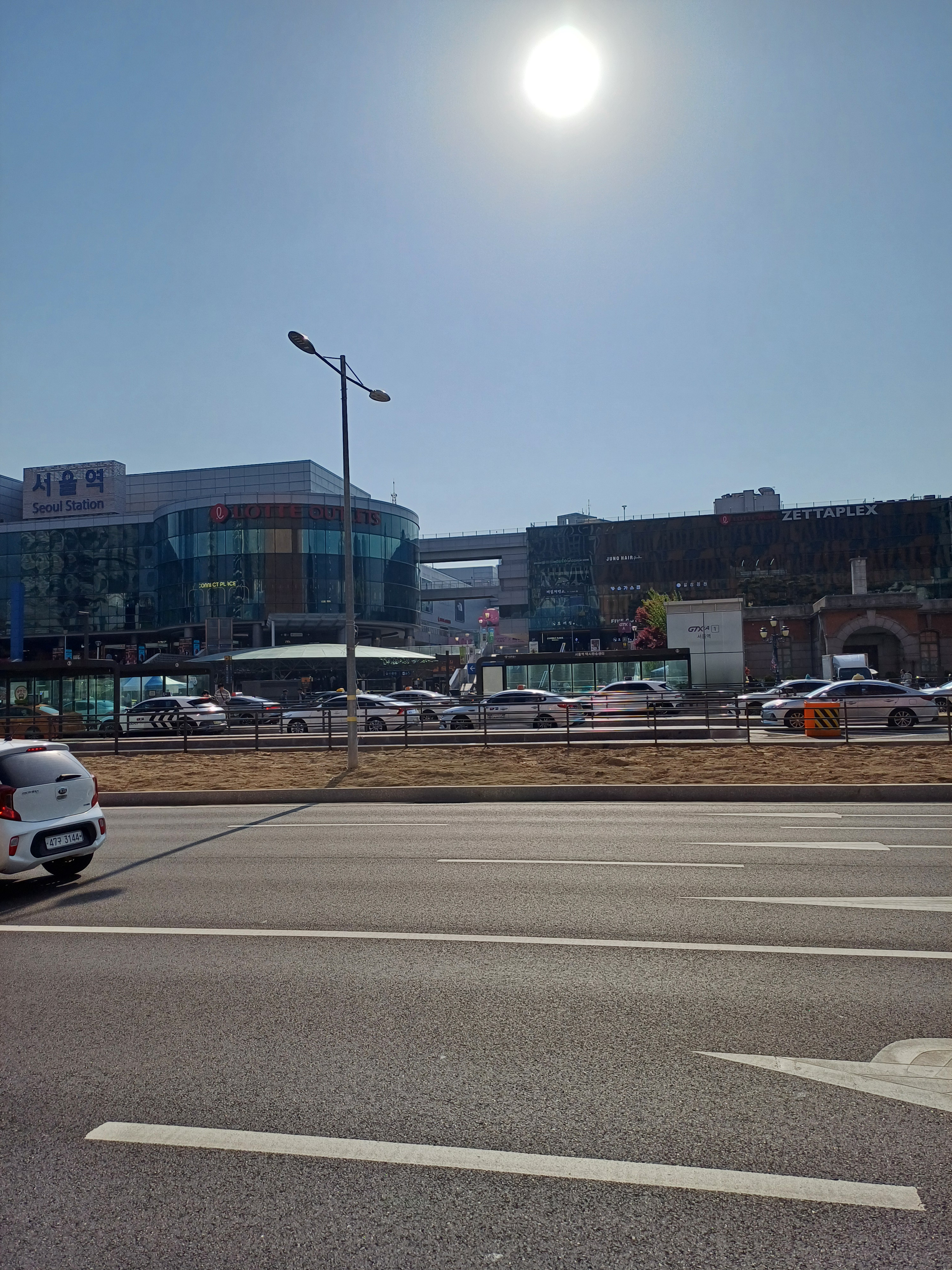
GTX-A 완공 후
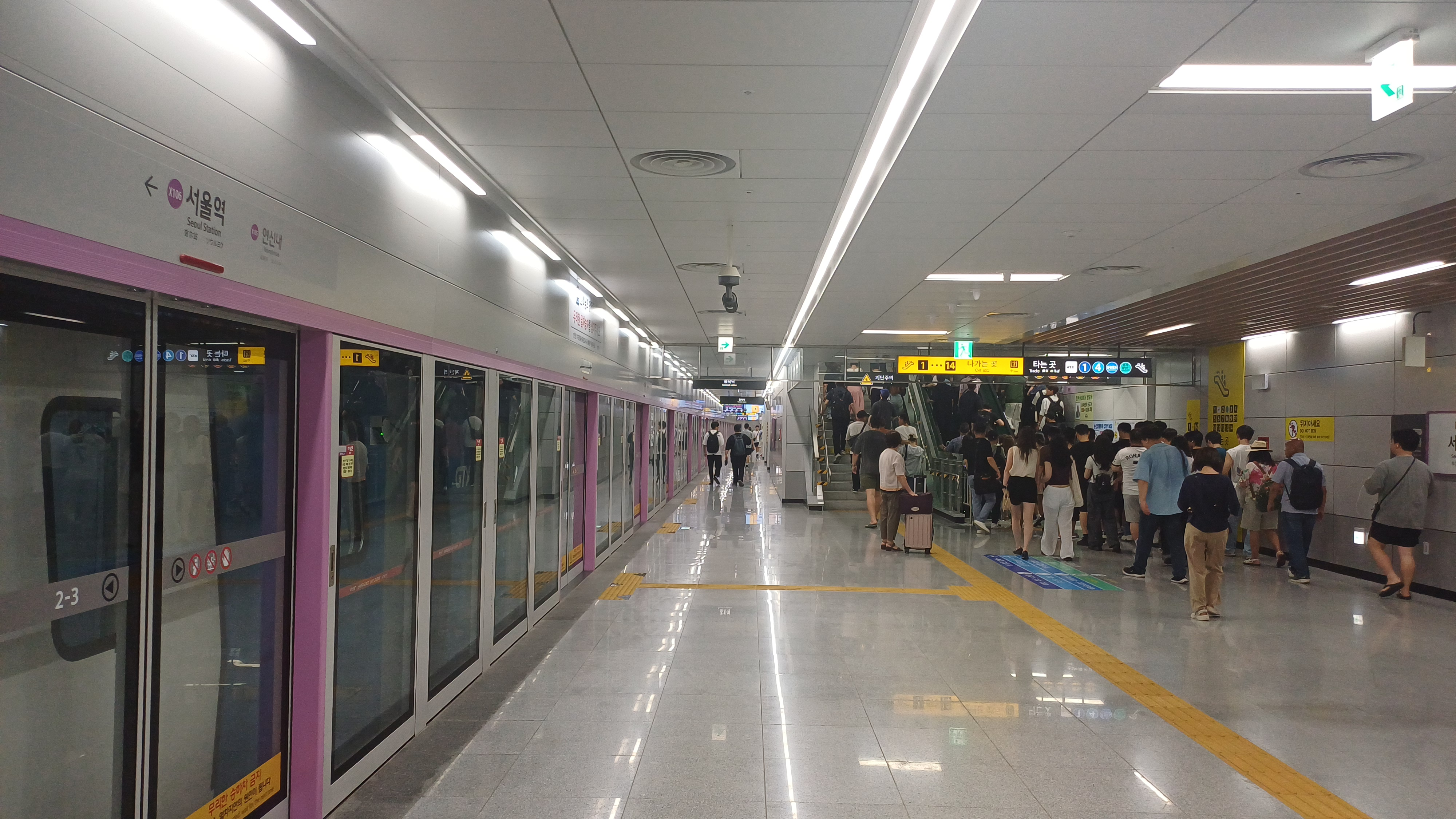
GTX-A 종착 승강장(삼성역 무정차 수서역 연장 전)

## 같이 보기
- 경부선
- 경의선
- 서울역 도심공항터미널